# Groß-Gerau
Groß-Gerau ist die Kreisstadt des südhessischen Landkreises Groß-Gerau. Die Mittelstadt liegt im südlichen Rhein-Main-Gebiet und übernimmt gegenüber ihrem Umland die Funktion eines Mittelzentrums.

## Geografie

### Geografische Lage
Groß-Gerau liegt im Norden des hessischen Rieds in der Oberrheinischen Tiefebene, unweit von Rhein und Main entfernt. Wenige Kilometer südwestlich liegt das größte hessische Naturschutzgebiet der Kühkopf-Knoblochsaue mit der Schwedensäule.

### Nachbargemeinden
|        | Nauheim                                     | Mörfelden-Walldorf |
| Trebur | Kompassrose, die auf Nachbargemeinden zeigt | Büttelborn         |
|        | Riedstadt                                   | Griesheim          |

Groß-Gerau grenzt im Norden an die Gemeinde Nauheim, im Nordosten an die Stadt Mörfelden-Walldorf, im Osten an die Gemeinde Büttelborn (deren Ortsteil Klein-Gerau die Benennung der Stadt Groß-Gerau erklärt), im Südosten an die Stadt Griesheim (Landkreis Darmstadt-Dieburg), im Süden an die Stadt Riedstadt, sowie im Westen an die Gemeinde Trebur.

### Stadtgliederung
Groß-Gerau gliedert sich in die Kernstadt und vier weitere Stadtteile, die nachfolgend mit Einwohnerzahl genannt sind (Stand: 31. Dezember 2022):
| Stadtteil             | Einwohnerzahl |
| --------------------- | ------------- |
| Groß-Gerau, Kernstadt | 17.571        |
| Berkach               | 1147          |
| Dornberg              | 426           |
| Dornheim              | 5146          |
| Wallerstädten         | 2716          |
| Summe                 | 27.006        |

Da in Groß-Gerau Ortsbezirke nicht eingerichtet worden sind, haben diese Stadtteile nur den Rang von Gemarkungen und statistischen Bezirken.
Hinzu kommen im Norden der Kreisstadt Groß-Gerau die Siedlung Nord, südlich der Kernstadt Groß-Gerau die Siedlung Auf Esch und im Süden der Kreisstadt Groß-Gerau die Siedlung Am Schwarzen Berg, welche dem Stadtteil Dornheim zugeordnet ist. Diese Siedlungen werden als eigene Stadtviertel wahrgenommen.
Aktuelle und historische Siedlungsplätze
Quelle: Historisches Ortslexikon
- Berkacher Weg[6]
- Burg Dornberg[7]
- Stadtteil Dornberg[8]
- Forsthaus Falltorhaus[9]
- Wüstung Hamelsburg[10]
- Ortsteil Heimstättensiedlung[11]
- Hof Obstplantage[12]
- Gehöftgruppe Woogsdamm[13]

### Klima
|                        | Jan  | Feb   | Mär  | Apr  | Mai  | Jun  | Jul  | Aug  | Sep  | Okt  | Nov  | Dez   |   |       |
| Mittl. Temperatur (°C) | 3,3  | 5,7   | 7,6  | 10,3 | 15,1 | 20,0 | 20,7 | 21,0 | 16,9 | 11,9 | 6,7  | 4,1   | ⌀ | 12    |
| Mittl. Tagesmax. (°C)  | 6,0  | 9,6   | 12,8 | 16,0 | 20,7 | 26,1 | 26,8 | 27,0 | 22,8 | 16,4 | 9,6  | 6,4   | ⌀ | 16,7  |
| Rekordmaximum (°C)     | 16,2 | 19,0  | 24,6 | 26,9 | 31,4 | 36,2 | 38,4 | 38,4 | 31,1 | 27,2 | 22,6 | 17,6  | ᐃ | 38,4  |
| Mittl. Tagesmin. (°C)  | 0,4  | 1,6   | 2,3  | 4,2  | 9,1  | 13,9 | 14,3 | 15,3 | 11,4 | 7,4  | 3,5  | 1,4   | ⌀ | 7,1   |
| Rekordminimum (°C)     | −9,9 | −10,6 | −4,8 | −3,3 | −1,4 | 5,8  | 7,6  | 7,2  | 2,8  | −1,3 | −5,7 | −11,5 | ᐁ | −11,5 |
|                        |      |       |      |      |      |      |      |      |      |      |      |       |   |       |
| Niederschlag (mm)      | 57,0 | 53,0  | 46,0 | 35,0 | 55,0 | 68,0 | 50,0 | 65,0 | 69,0 | 59,0 | 44,0 | 58,0  | Σ | 659   |
|                        |      |       |      |      |      |      |      |      |      |      |      |       |   |       |
| Regentage (d)          | 15   | 16    | 14   | 11   | 12   | 13   | 12   | 13   | 12   | 16   | 16   | 17    | Σ | 167   |

| 0,4 |

| 1,6 |

| 2,3 |

| 4,2 |

| 9,1 |

| 13,9 |

| 14,3 |

| 15,3 |

| 11,4 |

| 7,4 |

| 3,5 |

| 1,4 |

| 0,4 |

| 1,6 |

| 2,3 |

| 4,2 |

| 9,1 |

| 13,9 |

| 14,3 |

| 15,3 |

| 11,4 |

| 7,4 |

| 3,5 |

| 1,4 |

## Geschichte

### Historische Namensformen
In historischen Dokumenten ist der Ort unter folgenden Ortsnamen belegt (in Klammern das Jahr der Erwähnung):
| Geraha marca (910)                | Geraha (1002/09/13)           | Gerahe (1257)                    |
| Gerhahe (1277)                    | Gera (1311)                   | major et minor villa Gera (1319) |
| Gera, major et minor villa (1319) | Groizen Gera (1341)           | maius Gera (1355)                |
| Gerau (1368)                      | Gerauwe (1368)                | Grozen Geraw (1371)              |
| Girrauwer (um 1375)               | Gerau parvum et magnum (1403) | Geraw (1420)                     |
| Groißen Gerauwe (1460)            | Großen Geraw (1613)           |                                  |

### Ortsgeschichte

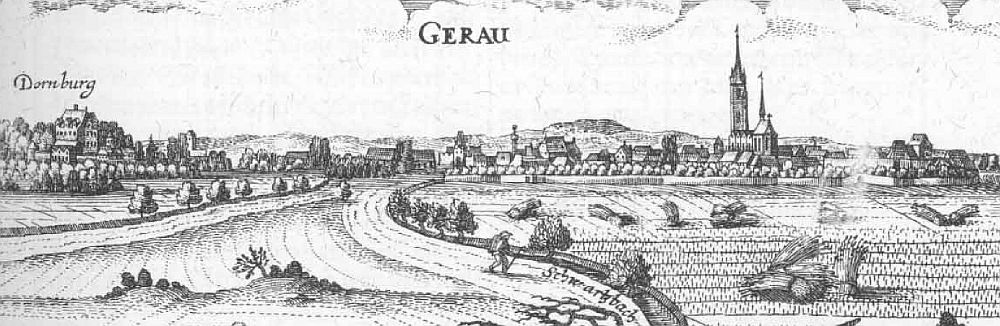
Groß Gerau – Auszug aus der Topographia Hassiae von Matthäus Merian dem Jüngeren 1655

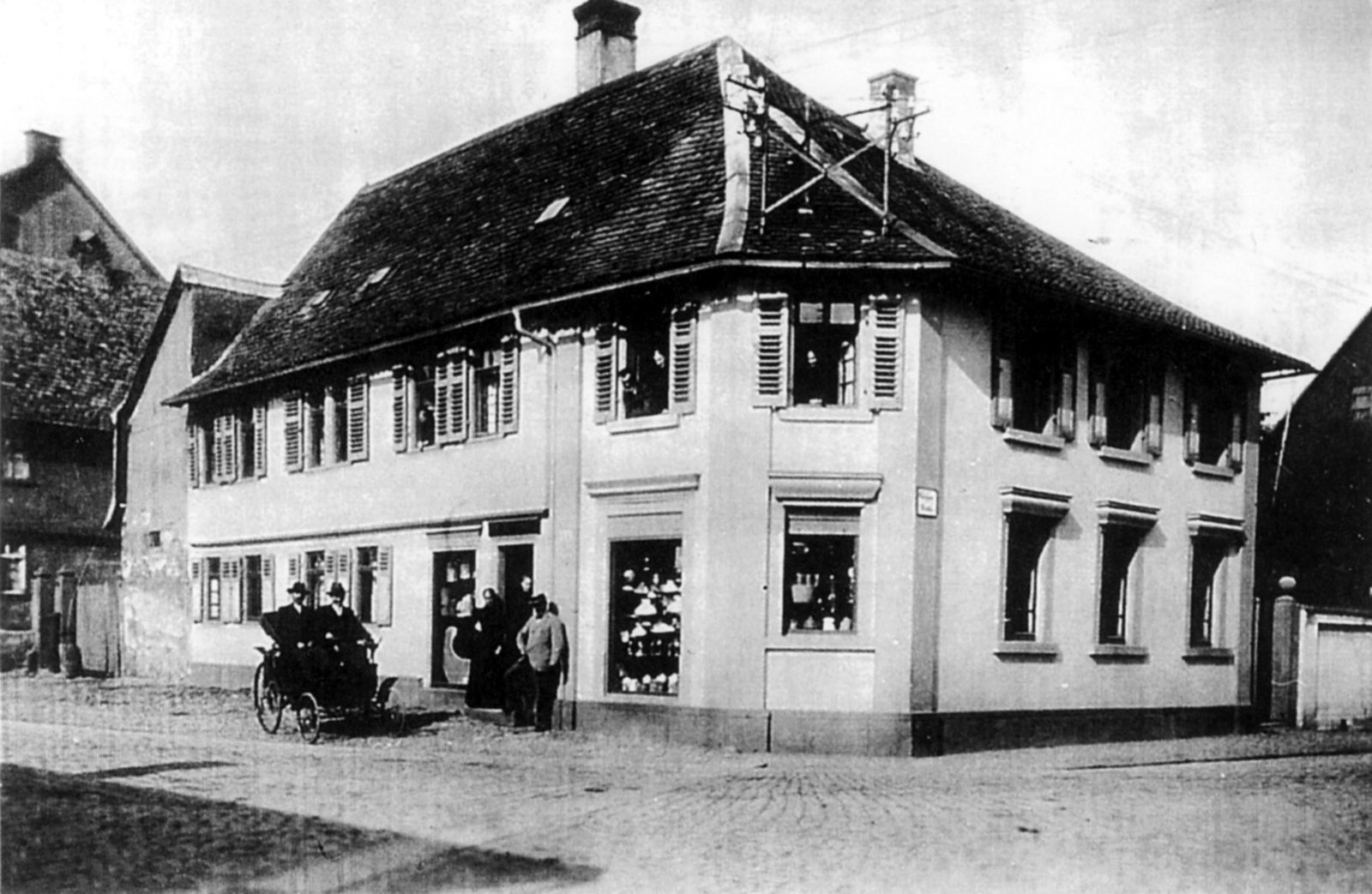
Das erste Automobil 1896 in Groß-Gerau

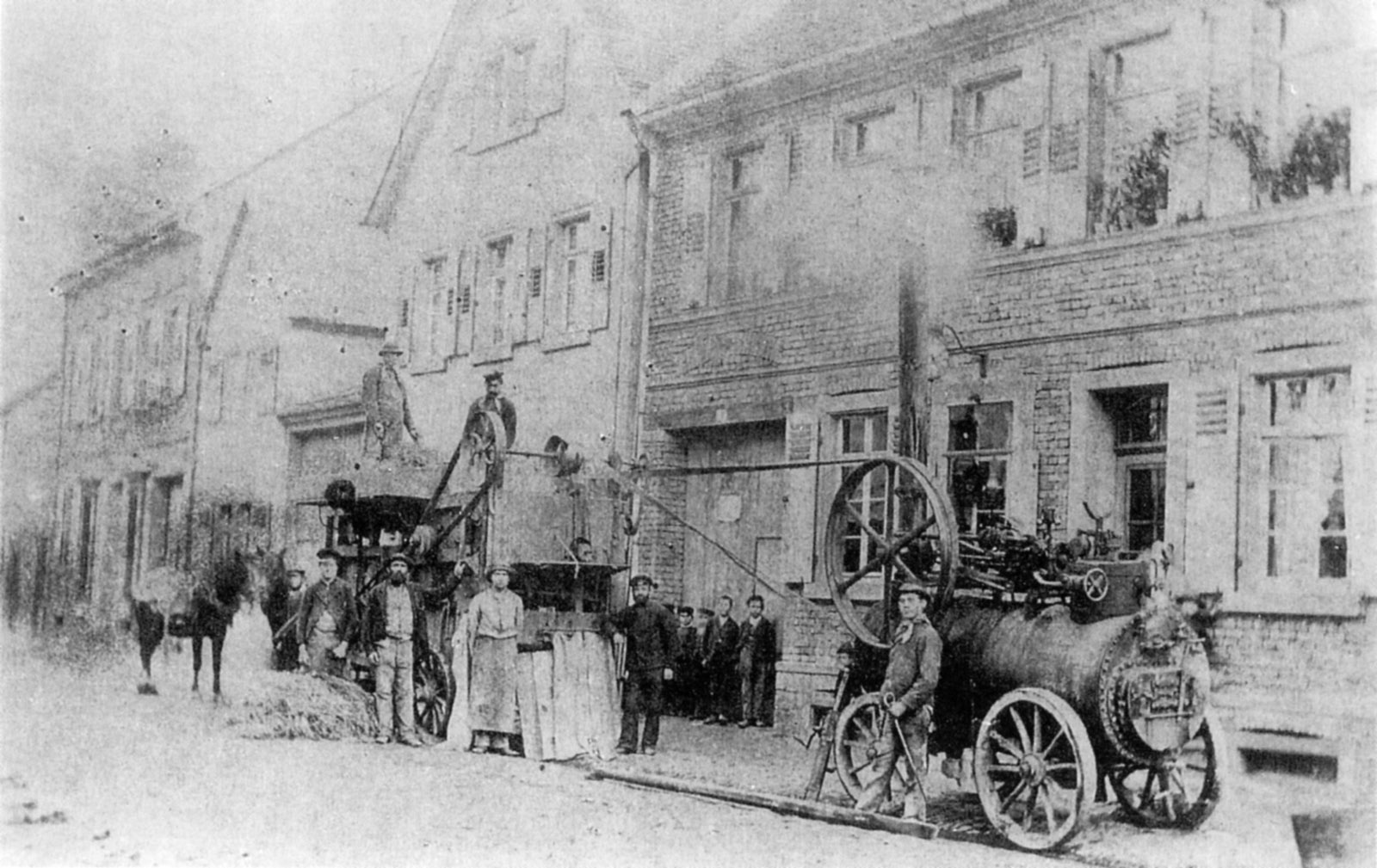
Ein Lokomobil als Dreschmaschine in der Darmstädter Straße am Ende des 19. Jahrhunderts

Schon in der römischen Zeit hatte das heutige Stadtgebiet eine höhere Bedeutung. Das Kastell Groß-Gerau im Bereich des Stadtteils „Auf Esch“/Fasanerie sicherte den Brückenkopf der römischen Provinzhauptstadt Mainz, noch bevor der Limes angelegt und das heutige Südhessen römisch wurde. Die B 44 ist in ihrem Verlauf von der Südspitze der Fasanerie bis Dornheim mit der Römerstraße von Mainz über Groß-Gerau nach Ladenburg identisch; sie lief auf das Südtor des Kastells zu. Mit der Gründung der Civitas Auderiensium gab man das Kastell auf, der Lagervicus blieb als Marktort bestehen. Die räumliche Nähe dieses Vicus zu der später erwähnten mittelalterlichen Wasserburg Dornberg wird kein Zufall sein.
Die Gerauer Mark (das Waldgebiet zwischen Wallerstädten und Messel) wurde 910 in einer Schenkungsurkunde des Mainzer Erzbischofs Hatto I. erstmals urkundlich erwähnt. In der Folgezeit herrschten in der Region die Herren von Dornberg, bei denen es sich möglicherweise um Dienstleute der staufischen Kaiser in der Frankfurter Pfalz handelte (1160 Erwähnung der Wasserburg im Gebiet des heutigen Dornbergs, später Schloss Dornberg). Nach dem Aussterben der Herren von Dornberg traten die aus dem Westerwald und Mittelrheingebiet stammenden Grafen von Katzenelnbogen deren Nachfolge an und erwirkten 1398 für Groß-Gerau die Stadtrechte. Im Jahr 1479 starb Graf Philipp I. der Ältere von Katzenelnbogen ohne männlichen Nachfolger, und die Grafschaft fiel an die Landgrafschaft Hessen.
1557 gab es in den 35 Pfarreien der Obergrafschaft nur drei „aus kirchlichen Mitteln unterhaltene – gut eingerichtete Schulen“ nämlich in Darmstadt, Groß-Gerau und Zwingenberg. Noch vor dem Tode des Landgrafen Philipp I. von Hessen im Jahr 1567 kam eine weitere in Auerbach hinzu. Damit gehört Groß-Gerau zu den ältesten Schulstandorten in Hessen. 1578 wurde mit dem Bau des Rathauses begonnen. Hier tagten das Schöffengericht und die landgräflich eingesetzten Schultheiße. Die Rathaus-Apotheke besteht seit 1701 und ist die älteste Apotheke der Obergrafschaft außerhalb von Darmstadt.
Die Groß-Gerauer Stadtkirche wurde 1634 von kaiserlichen Truppen im Dreißigjährigen Krieg in Brand gesteckt. Landgraf Ludwig VI. von Hessen-Darmstadt erneuerte 1663 die Stadtrechte gegen eine Zahlung von 24.000 Gulden. Diese Rechte beinhalteten den Wegfall der Frondienste, Erhebung von Markt-Standgeldern, Vertretung im Landtag und das Recht, Juden aus der Stadt zu verjagen.
Verwaltungsmäßig gehörte das hessische Groß-Gerau bis 1821 zum „Amt Rüsselsheim“. Durch die Verwaltungsreform von 1821 im Großherzogtum Hessen wurde der Ort dem Landratsbezirk Dornberg der Provinz Starkenburg zugeteilt.
Die Statistisch-topographisch-historische Beschreibung des Großherzogthums Hessen berichtete 1829 über Groß-Gerau:

„Großgerau (L. Bez. Dornberg) Stadt; liegt an dem Schwarzbach, an der von Darmstadt nach Oppenheim ziehenden Chaussee, 3 St. von Darmstadt, 3 St von Oppenheim, 4 St. von Mainz, 6 St. von Frankfurt und 1⁄4 St. von Dornberg; ist von einem mit Wasser gefüllten Graben umgeben, hat breite freundliche Straßen und einige überbaute Thore. Man findet 235 Häuser und 1719 Einw., die, 13 Kath., 1 Reform. und 45 Juden ausgenommen, alle lutherisch sind, und unter diesen 118 Bauern, 254 Handwerker und 67 Tagelöhner. Die Stadt ist der Sitz des Landgerichts, des Rentamts und des Steuerkommissairs. Großgerau hat eine große alte Kirche, in welcher eine gräfl. Katzenellenbogensche Linie begraben liegt, und deren hoher Thurm wegen seines weißen Anstrichs weithin sichtbar ist. ferner 2 Pfarr- und 2 Schulhäuser, eine Synagoge, 1 jüdischen Begräbnißplatz und eine Posthalterei. Es werden jährlich 5 Krämer und 2 Viehmärkte gehalten. Das Hospital für die Hausarmen hat ein nicht unbedeutendes Vermögen. In der Gemarkung sind Torfgräbereien. – Großgerau kommt schon zu den Zeiten Kaisers Heinrich II. als ein Reichsdorf vor. Dieser Kaiser gab den Curtis Gerau, damals zur Grafschaft Adelberts gehörig, 1013 an Würzburg. Das Würzburgische Eigenthum verlor sich jedoch, und der Curtis kam an eine Linie der Grafen von Henneberg im Oberrheingau, welche schon im 12. Jahrhundert die Herrn von Dornberg damit belehnten. Nach dem Abgang der Herrn von Dornberg, 1259, kam Großgerau an die Grafen von Katzenellenbogen, welche den Ort in die Würzburgischen Lehensbriefe einführten. Würzburg belehnte auch diese Grafen damit, bis die Grafen von Henneberg ihr Recht wieder geltend machten, jedoch demselben 1521 gegen Landgrafen Philipp den Großmüthigen entsagten. Hauptsächlich erst unter den Grafen von Katzenellenbogen kam Großgerau empor, und es war, ehe das Schloß zu Darmstadt erbaut war. gewissermaßen der Hauptort der Obergrafschaft Katzenellenbogen. Nicht minder trugen die vielen dahin eingepfarrten Orte und der nahe Aufenthalt der Grafen von Katzenellenbogen in dem Schlosse Dornberg, vieles zum Flor bei. Im Jahr 1398 erhielt Großgerau vom König Wenzel das Stadt- und Marktrecht. Die Kirche hatte früher 9 Altäre und die Orte Dornberg, Kleingerau, Worfelden, Berkach, Wallerstädten, Büttelborn, Wixhausen. Gräfenhausen. Weiterstadt und Braunshardt zu Filialen, die aber bis auf die 4 ersteren nun getrennt sind. Auch war Großgerau mehrmals der Sitz von Superintendenten. Im 30jährigen Kriege wurde der Ort so hart mitgenommen, daß nicht mehr als 50 Einwohner und 39 Häuser übrig blieben. Auch die Kirche war 1634 niedergebrannt worden, und im April und Mai 1647 war die Stadt das Hauptquartier des Marschalls Türenne.“

1832 wurde die Provinz Starkenburg in Kreise aufgeteilt und Groß-Gerau kam zum Kreis Groß-Gerau, zunächst mit Sitz in Dornberg. Diesem Kreis gehörte es dann, nur unterbrochen durch die Aufteilung von Starkenburg in Regierungsbezirke, bis heute an. Von 1848 bis 1852 gehörte es zum Regierungsbezirk Darmstadt. Im Zuge der 1874 im Großherzogtum Hessen nach preußischem Vorbild vorgenommenen Reform der Kreisverfassung kam es auch zu einer neuen Kreiseinteilung. Aufgrund dieser Reform wurde Groß-Gerau Kreisstadt des bis heute nahezu unveränderten Kreisgebiets Groß-Gerau.
Die zuständige Gerichtsbarkeit war während der Zugehörigkeit zu Hessen-Darmstadt von 1821 bis 1879 das Landgericht Großgerau und ab 1879 das Amtsgericht Groß-Gerau.
Im 19. Jahrhundert begann auch hier die Industrialisierung. Bedingt durch den Anschluss an die Hessische Ludwigsbahn mit den Strecken Darmstadt-Mainz 1858 und Frankfurt am Main-Mannheim 1879 (Riedbahn) konnte sich ein vielfältiges Gewerbeleben entwickeln. Die Stadt wurde Sitz von Metallverarbeitung (Faulstroh – FAGRO), Konservenfabriken (Helvetia), Käsereien (in GG wird der Mainzer Käse hergestellt) und der Zuckerindustrie. Von 1869 bis 1871 war Groß-Gerau das Epizentrum einer Reihe von etwa 2000, meist schwachen, Erdbeben. 1896 wurde der Bau einer Dampfstraßenbahn von Darmstadt über Groß-Gerau nach Oppenheim diskutiert, aber nicht verwirklicht.
Während der Novemberpogrome 1938 wurde die Groß-Gerauer Synagoge vollständig zerstört. Seit 1978 erinnert ein Gedenkstein an den damaligen Standort der Synagoge in der Frankfurter Straße.
Im Juni 1994 war Groß-Gerau Austragungsort des Hessentags.

### Eingemeindungen
Zum 1. April 1939 wurde Dornberg in die Stadt Groß-Gerau eingemeindet.
Im Zuge der Gebietsreform in Hessen ließ sich die Gemeinde Berkach am 31. Dezember 1971 freiwillig nach Groß-Gerau eingliedern. Abschließend wurden zum 1. Januar 1977 kraft Landesgesetzes die Stadt Groß-Gerau und die Gemeinden Dornheim und Wallerstädten zur neuen Stadt Groß-Gerau zusammengeschlossen. Ortsbezirke nach der Hessischen Gemeindeordnung wurden nicht errichtet.

### Verwaltungsgeschichte im Überblick
Die folgende Liste zeigt die Staaten und Verwaltungseinheiten, denen Groß-Gerauangehört(e):
- vor 1479: Heiliges Römisches Reich, Grafschaft Katzenelnbogen, Obergrafschaft Katzenelnbogen, Amt Dornberg
- ab 1479: Heiliges Römisches Reich, Landgrafschaft Hessen (durch Erbfall), Obergrafschaft Katzenelnbogen, Amt Rüsselsheim
- ab 1567: Heiliges Römisches Reich, Landgrafschaft Hessen-Darmstadt, Obergrafschaft, Amt Rüsselsheim
- ab 1803: Heiliges Römisches Reich, Landgrafschaft Hessen-Darmstadt, Fürstentum Starkenburg, Amt Rüsselsheim
- ab 1806: Großherzogtum Hessen,[Anm. 2] Fürstentum Starkenburg, Amt Rüsselsheim
- ab 1815: Großherzogtum Hessen, Provinz Starkenburg, Amt Rüsselsheim
- ab 1821: Großherzogtum Hessen, Provinz Starkenburg, Landratsbezirk Dornberg[Anm. 3]
- ab 1832: Großherzogtum Hessen, Provinz Starkenburg, Kreis Groß-Gerau
- ab 1848: Großherzogtum Hessen, Regierungsbezirk Darmstadt
- ab 1852: Großherzogtum Hessen, Provinz Starkenburg, Kreis Groß-Gerau
- ab 1871: Deutsches Reich,[Anm. 4] Großherzogtum Hessen, Provinz Starkenburg, Kreis Groß-Gerau
- ab 1918: Deutsches Reich, Volksstaat Hessen,[Anm. 5] Provinz Starkenburg, Kreis Groß-Gerau
- ab 1938: Deutsches Reich, Volksstaat Hessen, Landkreis Groß-Gerau[25][Anm. 6]
- ab 1945: Deutsches Reich, Amerikanische Besatzungszone,[Anm. 7] Groß-Hessen, Regierungsbezirk Darmstadt, Landkreis Groß-Gerau
- ab 1946: Deutsches Reich, Amerikanische Besatzungszone, Hessen, Regierungsbezirk Darmstadt, Landkreis Groß-Gerau
- ab 1949: Bundesrepublik Deutschland, Hessen, Regierungsbezirk Darmstadt, Landkreis Groß-Gerau

## Bevölkerung

### Einwohnerstruktur 2011/2022
Nach den Erhebungen des Zensus 2011 / Zensus 2022 lebten am Stichtag, dem 9. Mai 2011 / 15. Mai 2022, in Groß-Gerau 23.739 / 24.887 Einwohner. Darunter waren 3821 / 5133 (16,1 / 20,6 %) Ausländer, von denen 1638 / 2324 aus dem EU-Ausland, 1421 / 1546 aus anderen europäischen Ländern und 762 / 1266 aus anderen Staaten kamen./ Von den deutschen Einwohnern hatten 15,9 / ? % einen Migrationshintergrund./ Nach dem Lebensalter waren 4151 / 4561 Einwohner unter 18 Jahren, 10234 / 9437 zwischen 18 und 49, 5039 / 5671 zwischen 50 und 64 und 43157 / 5222 Einwohner waren älter./ Die Einwohner lebten in 10160 / 6528 Haushalten. Davon waren 3276 / ? Singlehaushalte, 2898 / 2848 Paare mit Kindern und 2966 / 2866 Paare ohne Kinder, sowie 771 / 815 Alleinerziehende und 249 / ? Wohngemeinschaften./ In 1980 / 999 Haushalten lebten ausschließlich Senioren und in 7146 / 4544 Haushaltungen lebten keine Senioren./

### Einwohnerentwicklung
Quelle: Historisches Ortslexikon
- 1600: 0171 Herdstätten
- 1629: 0170 Hausgesesse
- 1636: 0010 Einwohner
- 1806: 1545 Einwohner, 236 Häuser[36]
- 1829: 1719 Einwohner, 235 Häuser[17]
- 1867: 2542 Einwohner, 346 Häuser[37]

| Groß-Gerau: Einwohnerzahlen von 1791 bis 2022 | Groß-Gerau: Einwohnerzahlen von 1791 bis 2022 | Groß-Gerau: Einwohnerzahlen von 1791 bis 2022 | Groß-Gerau: Einwohnerzahlen von 1791 bis 2022 | Groß-Gerau: Einwohnerzahlen von 1791 bis 2022 |
| --- | --------------------------------------------- | --------------------------------------------- | --------------------------------------------- | --------------------------------------------- |
| Jahr |                                               |                                               |                                               | Einwohner                                     |
| 1791 | 1791                                          |                                               | 1.360                                         | 1.360                                         |
| 1800 | 1800                                          |                                               | 1.458                                         | 1.458                                         |
| 1806 | 1806                                          |                                               | 1.545                                         | 1.545                                         |
| 1829 | 1829                                          |                                               | 1.719                                         | 1.719                                         |
| 1834 | 1834                                          |                                               | 2.065                                         | 2.065                                         |
| 1840 | 1840                                          |                                               | 2.216                                         | 2.216                                         |
| 1846 | 1846                                          |                                               | 2.344                                         | 2.344                                         |
| 1852 | 1852                                          |                                               | 2.371                                         | 2.371                                         |
| 1858 | 1858                                          |                                               | 2.541                                         | 2.541                                         |
| 1864 | 1864                                          |                                               | 2.702                                         | 2.702                                         |
| 1871 | 1871                                          |                                               | 2.697                                         | 2.697                                         |
| 1875 | 1875                                          |                                               | 2.932                                         | 2.932                                         |
| 1885 | 1885                                          |                                               | 3.552                                         | 3.552                                         |
| 1895 | 1895                                          |                                               | 4.203                                         | 4.203                                         |
| 1905 | 1905                                          |                                               | 5.284                                         | 5.284                                         |
| 1910 | 1910                                          |                                               | 5.837                                         | 5.837                                         |
| 1925 | 1925                                          |                                               | 6.267                                         | 6.267                                         |
| 1939 | 1939                                          |                                               | 7.150                                         | 7.150                                         |
| 1946 | 1946                                          |                                               | 8.276                                         | 8.276                                         |
| 1950 | 1950                                          |                                               | 9.252                                         | 9.252                                         |
| 1956 | 1956                                          |                                               | 10.606                                        | 10.606                                        |
| 1961 | 1961                                          |                                               | 12.202                                        | 12.202                                        |
| 1967 | 1967                                          |                                               | 13.184                                        | 13.184                                        |
| 1970 | 1970                                          |                                               | 13.077                                        | 13.077                                        |
| 1972 | 1972                                          |                                               | 14.255                                        | 14.255                                        |
| 1975 | 1975                                          |                                               | 19.752                                        | 19.752                                        |
| 1980 | 1980                                          |                                               | 21.432                                        | 21.432                                        |
| 1985 | 1985                                          |                                               | 21.492                                        | 21.492                                        |
| 1990 | 1990                                          |                                               | 22.137                                        | 22.137                                        |
| 1995 | 1995                                          |                                               | 23.070                                        | 23.070                                        |
| 2000 | 2000                                          |                                               | 23.349                                        | 23.349                                        |
| 2005 | 2005                                          |                                               | 23.514                                        | 23.514                                        |
| 2010 | 2010                                          |                                               | 23.409                                        | 23.409                                        |
| 2011 | 2011                                          |                                               | 23.739                                        | 23.739                                        |
| 2015 | 2015                                          |                                               | 24.648                                        | 24.648                                        |
| 2020 | 2020                                          |                                               | 25.685                                        | 25.685                                        |
| 2022 | 2022                                          |                                               | 24.887                                        | 24.887                                        |
| Datenquelle: Historisches Gemeindeverzeichnis für Hessen: Die Bevölkerung der Gemeinden 1834 bis 1967. Wiesbaden: Hessisches Statistisches Landesamt, 1968. Weitere Quellen: bis 1970:; 1791; 1800; 1972:; ab 1973: Hessisches Statistisches Informationssystem; Zensus 2011; Zensus 2022 Ab 1970 einschließlich der im Zuge der Gebietsreform in Hessen eingegliederten Orte. |                                               |                                               |                                               |                                               |

### Erwerbstätigkeit
Die Gemeinde im Vergleich mit Landkreis, Regierungsbezirk Darmstadt und Hessen:
|                                                   | Jahr | Gemeinde | Landkreis | Regierungsbezirk | Hessen    |
| ------------------------------------------------- | ---- | -------- | --------- | ---------------- | --------- |
| Sozialversicherungspflichtig Beschäftigte         | 2017 | 11.027   | 98.042    | 1.695.567        | 2.524.156 |
| Veränderung zu                                    | 2000 | +17,3 %  | +5,4 %    | +16,1 %          | +16,0 %   |
| davon Vollzeit                                    | 2017 | 69,8 %   | 75,9 %    | 72,8 %           | 71,8 %    |
| davon Teilzeit                                    | 2017 | 30,2 %   | 24,1 %    | 27,2 %           | 28,2 %    |
| Ausschließlich geringfügig entlohnte Beschäftigte | 2017 | 1.518    | 13.048    | 224.267          | 372.991   |
| Veränderung zu                                    | 2000 | +20,4 %  | −9,6 %    | +9,0 %           | +8,8 %    |

| Branche                         | Jahr | Gemeinde | Landkreis | Regierungsbezirk | Hessen |
| ------------------------------- | ---- | -------- | --------- | ---------------- | ------ |
| Produzierendes Gewerbe          | 2000 | 29,1 %   | 43,8 %    | 27,0 %           | 30,6 % |
| Produzierendes Gewerbe          | 2017 | 21,6 %   | 33,2 %    | 20,4 %           | 24,3 % |
| Handel, Gastgewerbe und Verkehr | 2000 | 27,4 %   | 27,6 %    | 26,4 %           | 25,1 % |
| Handel, Gastgewerbe und Verkehr | 2017 | 25,4 %   | 27,9 %    | 24,7 %           | 23,8 % |
| Unternehmensdienstleistungen    | 2000 | 14,5 %   | 14,0 %    | 25,1 %           | 20,2 % |
| Unternehmensdienstleistungen    | 2017 | 16,9 %   | 19,9 %    | 31,6 %           | 26,1 % |
| Sonstige Dienstleistungen       | 2000 | 28,4 %   | 13,7 %    | 20,1 %           | 22,5 % |
| Sonstige Dienstleistungen       | 2017 | 35,8 %   | 18,6 %    | 23,0 %           | 25,4 % |
| Sonstiges (bzw. ohne Zuordnung) | 2000 | 00,6 %   | 01,0 %    | 01,4 %           | 01,5 % |
| Sonstiges (bzw. ohne Zuordnung) | 2017 | 00,3 %   | 00,5 %    | 00,3 %           | 00,4 % |

## Religion

### Historische Religionszugehörigkeit
| Jahr | Lutheranisch    | Evangelisch     | Katholisch      | Reformiert | Jüdisch     | Orthodox    | Andersgläubig  | Sonstige        |
| ---- | --------------- | --------------- | --------------- | ---------- | ----------- | ----------- | -------------- | --------------- |
| 1829 | 1.660 (96,57 %) | –               | 13 (0,76 %)     | 1 (0,06 %) | 45 (2,62 %) | –           | –              | –               |
| 1961 | –               | 8.301 (68,04 %) | 3.227 (26,45 %) | –          | –           | –           | –              | –               |
| 1987 | 11.364 (53,5 %) | 5.693 (26,8 %)  | –               | –          | –           | –           | 4.186 (19,7 %) | –               |
| 2011 | –               | 8.420 (35,5 %)  | 5.330 (22,5 %)  | –          | –           | 510 (2,2 %) | 970 (4,1 %)    | 8.350 (35,2 %)  |
| 2022 | –               | 6.303 (25,3 %)  | 4.376 (17,6 %)  | –          | –           | –           | –              | 14.208 (57,1 %) |

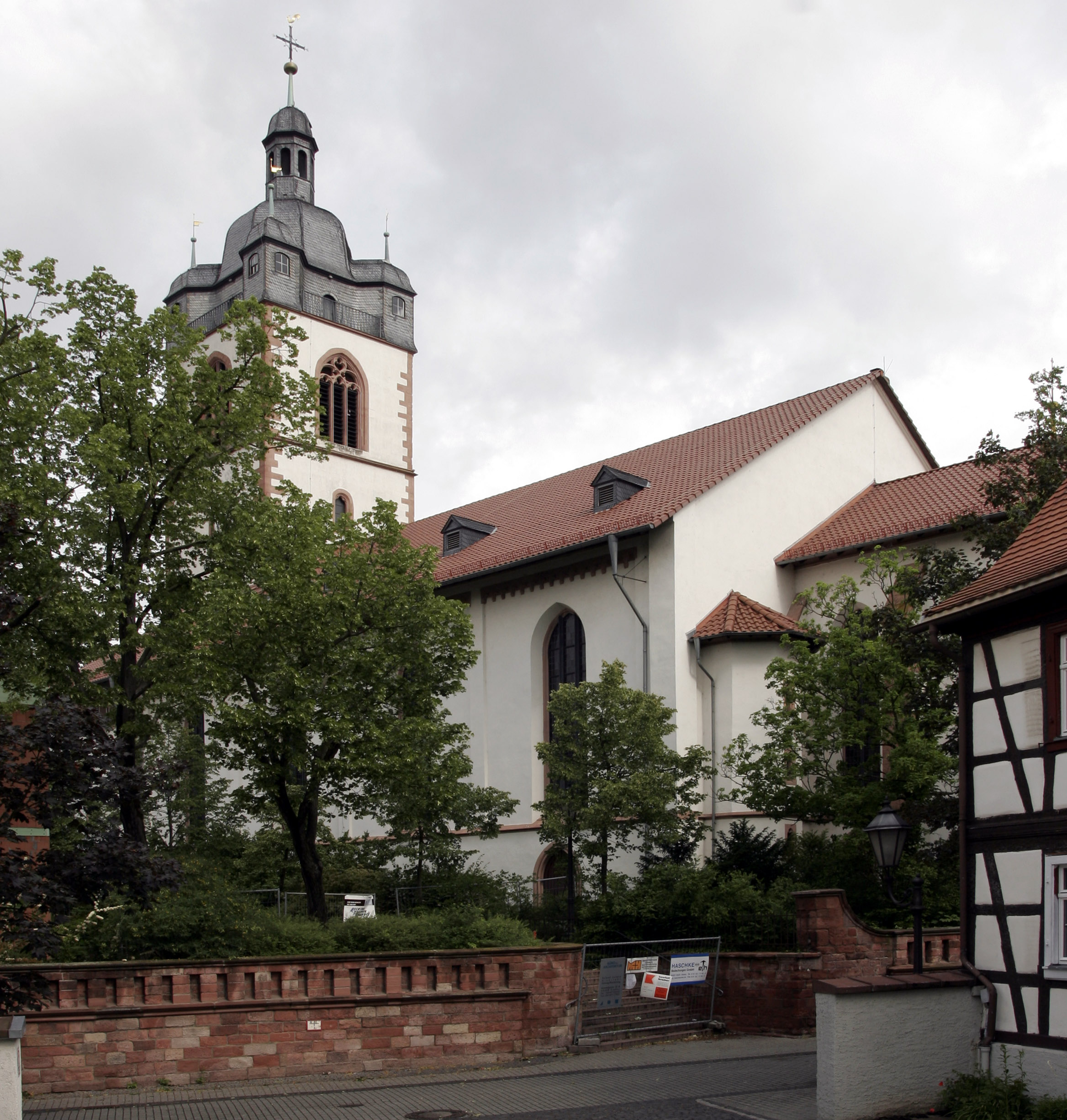
Die evangelische Stadtkirche
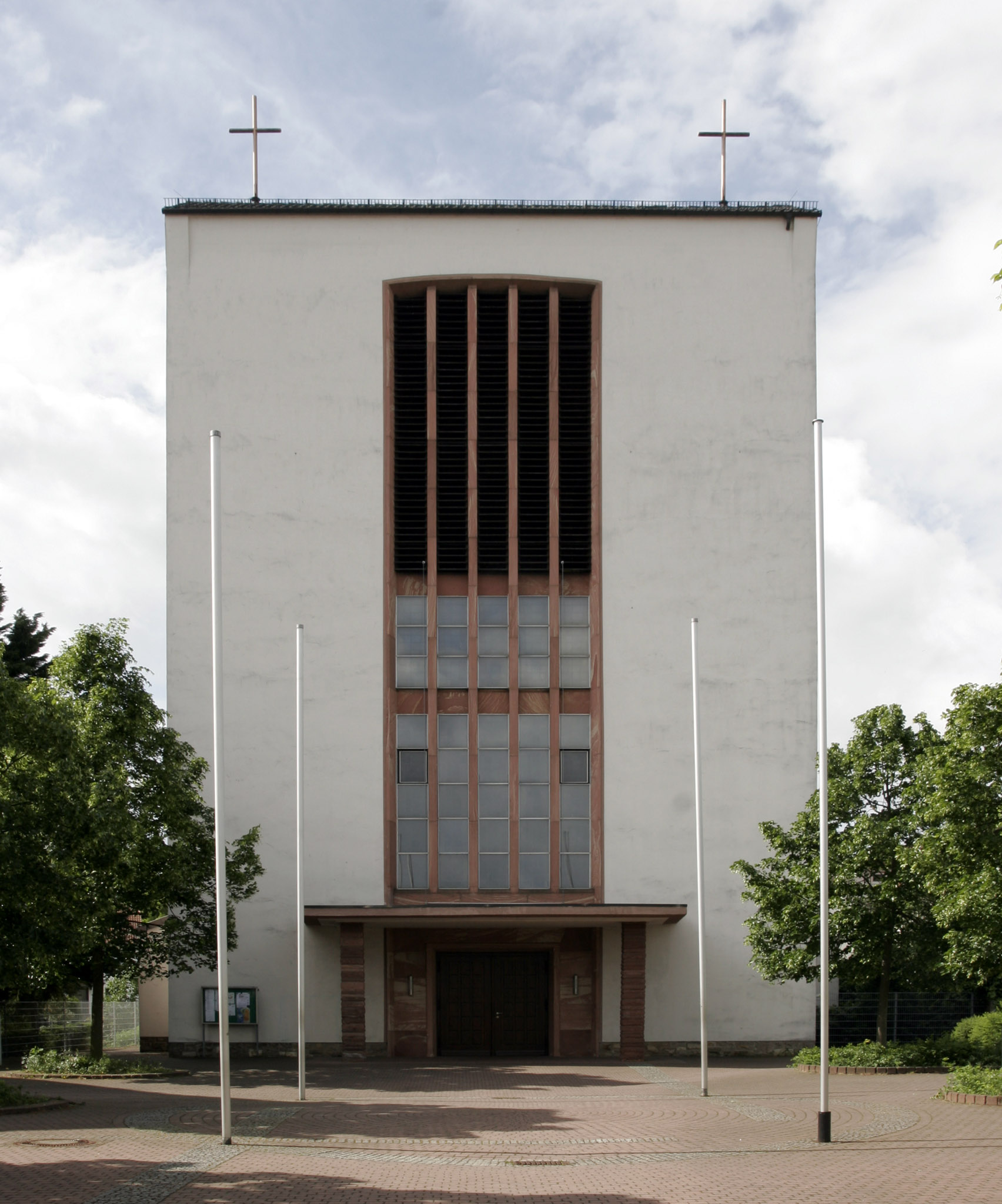
Die katholische St.-Walburga-Kirche
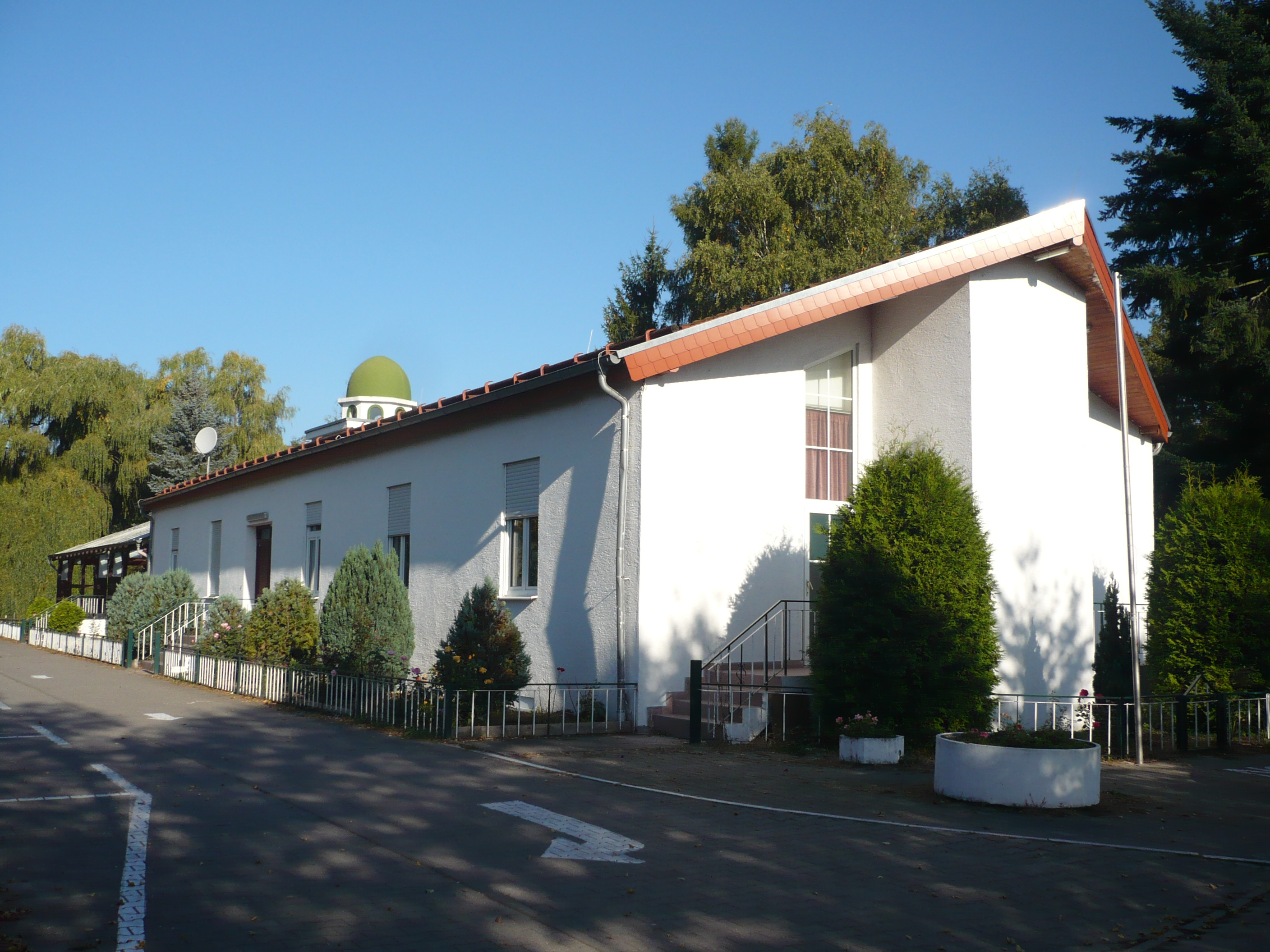
Die Moschee Bait ul-Schakur

### Evangelische Gemeinde
Groß-Gerau hat vier Kirchengemeinden der Evangelischen Kirche in Hessen und Nassau: In der Kernstadt die Stadtkirchengemeinde und die Kirchengemeinde Groß-Gerau Süd sowie Gemeinden in den Stadtteilen Dornheim und Wallerstädten.

### Katholische Gemeinde
Die Römisch-katholische Kirche hat mit der St. Walburga-Kirche in der Walburgastraße ihr Gemeindezentrum. Der Pfarrei ist die Gemeinde Wallerstädten zugeordnet.

### Muslimische Gemeinden
Die Türkisch-Islamische Gemeinde wurde am 14. Oktober 1986 in der Fabrikstraße 2 gegründet. Die Türkisch-Islamische Gemeinde ist rechtlich und wirtschaftlich ein selbstständig eingetragener Verein, der die gleichen Prinzipien und satzungsgemäßen Zwecke der DITIB verfolgt und die DITIB als Dachverband anerkennt.
Das Gebetshaus der Muslimischen Gemeinde der IGMG befindet sich in der Sudetenstraße.
Das Muslimische Zentrum, das Gebetshaus eines dem türkischen VIKZ nahestehenden Vereins, befindet sich in der Friedhofstraße.
Die Religionsgemeinschaft Ahmadiyya Muslim Jamaat kaufte im Jahr 1985 das ehemalige Gelände „Märchenland“ im Norden der Stadt und nennt es nun „Nasir Bagh“. Es befindet sich am Ortsausgang an der B 44 in Richtung Mörfelden. Bis 1994 fanden dort die jährlichen Versammlungen (Jalsa Salana) statt. Da der Platz nicht mehr ausreichend Kapazität bieten konnte, fanden sie von 1995 bis 2010 auf dem Mannheimer Maimarktgelände statt. Seit 2011 findet die Jalsa Salana Deutschland jährlich in der Messe Karlsruhe statt. Heute wird das Gelände „Nasir Bagh“ nur noch für regionale Veranstaltungen genutzt.
1992 wurde auf dem Areal die Moschee „Bait ul-Schakur“ („Haus des Würdigen“) gebaut. Sie bietet auf zwei Etagen etwa 850 Gläubigen Platz und ist mit 600 m² Gebetsfläche die größte Moschee der Ahmadiyya Muslim Jamaat in Deutschland. Die Moschee besitzt ein kuppelhohes Minarett, das dem Weißen Minarett von Qadian nachempfunden ist.

## Politik

### Stadtverordnetenversammlung
Die Kommunalwahl am 14. März 2021 lieferte folgendes Ergebnis, in Vergleich gesetzt zu früheren Kommunalwahlen:

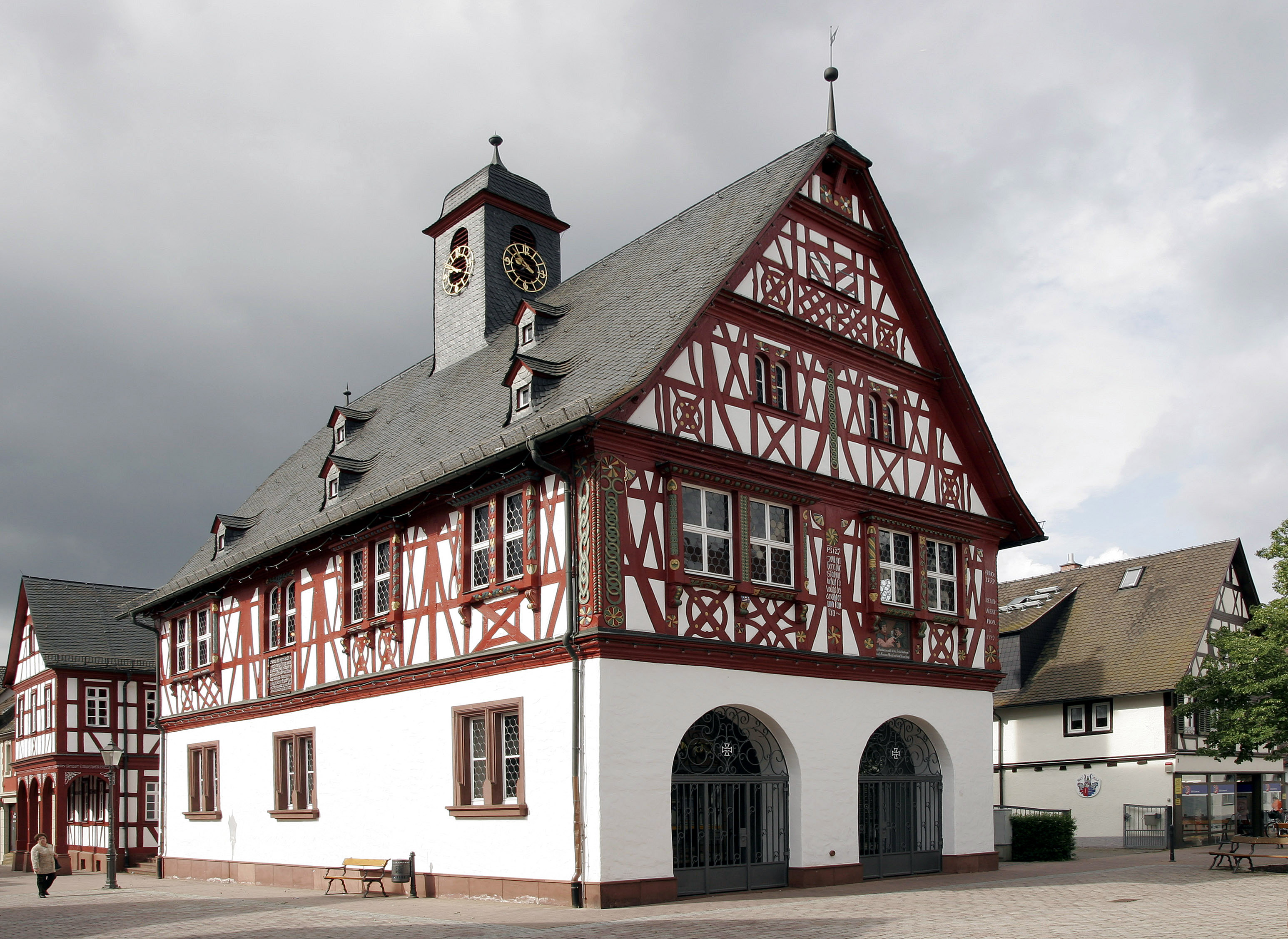
Das Alte Rathaus im Zentrum der Stadt

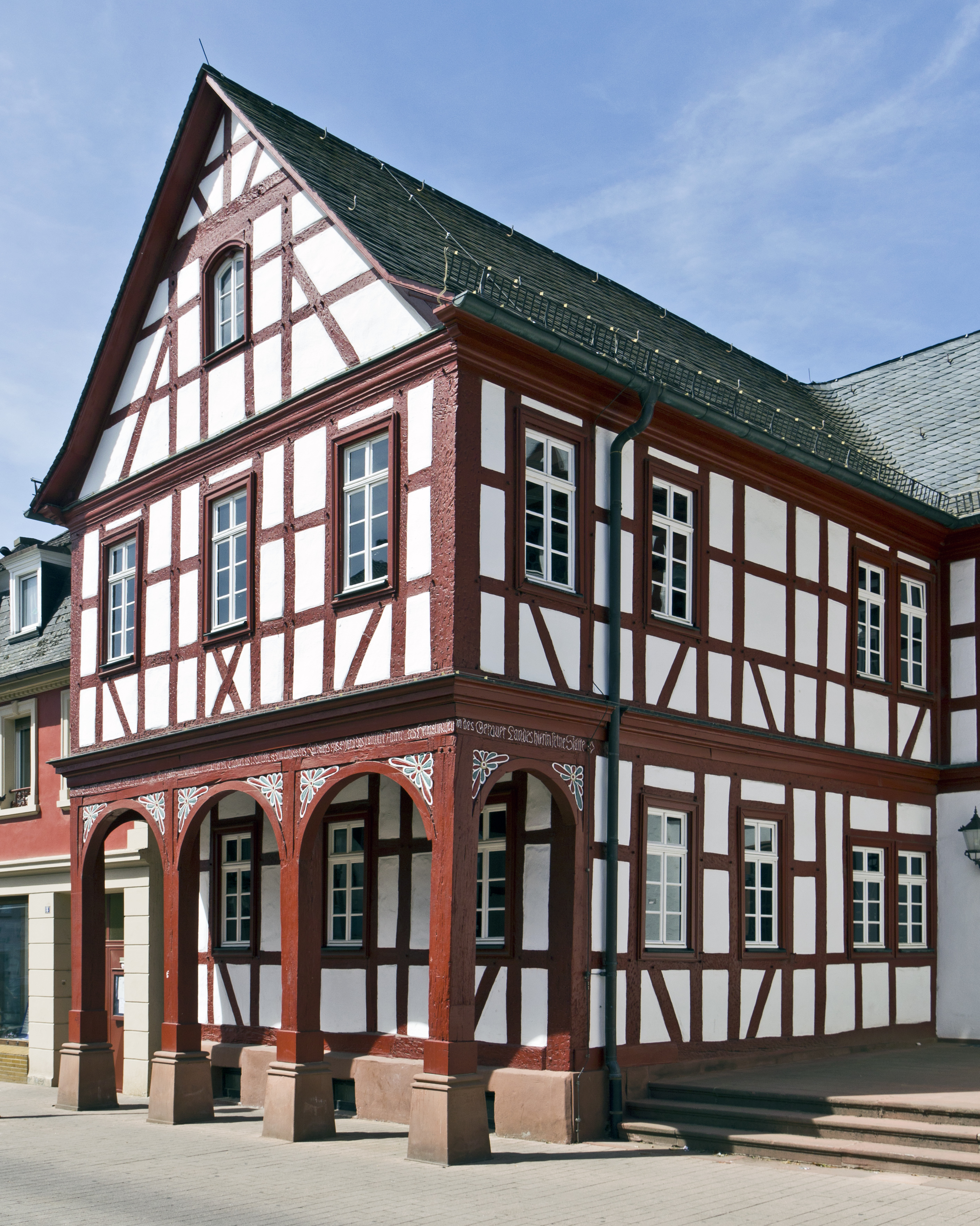
Der Südflügel des Rathauses

| Sitzverteilung in der Stadtverordnetenversammlung 2021Insgesamt 37 Sitze - Linke: 1 - SPD: 9 - Grüne: 7 - FDP: 2 - FW: 3 - KOMBI: 2 - CDU: 12 - AfD: 1 | Parteien und Wählergemeinschaften | Parteien und Wählergemeinschaften           | % 2021 | Sitze 2021 | % 2016 | Sitze 2016 | % 2011 | Sitze 2011 | % 2006 | Sitze 2006 | % 2001 | Sitze 2001 |
| Sitzverteilung in der Stadtverordnetenversammlung 2021Insgesamt 37 Sitze - Linke: 1 - SPD: 9 - Grüne: 7 - FDP: 2 - FW: 3 - KOMBI: 2 - CDU: 12 - AfD: 1 | CDU                               | Christlich Demokratische Union Deutschlands | 31,6   | 12         | 31,1   | 10         | 33,9   | 11         | 25,0   | 8          | 24,5   | 8          |
| Sitzverteilung in der Stadtverordnetenversammlung 2021Insgesamt 37 Sitze - Linke: 1 - SPD: 9 - Grüne: 7 - FDP: 2 - FW: 3 - KOMBI: 2 - CDU: 12 - AfD: 1 | SPD                               | Sozialdemokratische Partei Deutschlands     | 24,4   | 9          | 31,2   | 10         | 32,2   | 11         | 29,5   | 10         | 41,0   | 14         |
| Sitzverteilung in der Stadtverordnetenversammlung 2021Insgesamt 37 Sitze - Linke: 1 - SPD: 9 - Grüne: 7 - FDP: 2 - FW: 3 - KOMBI: 2 - CDU: 12 - AfD: 1 | GRÜNE                             | Bündnis 90/Die Grünen                       | 19,6   | 7          | 11,1   | 4          | 19,7   | 7          | 9,6    | 3          | 12,7   | 4          |
| Sitzverteilung in der Stadtverordnetenversammlung 2021Insgesamt 37 Sitze - Linke: 1 - SPD: 9 - Grüne: 7 - FDP: 2 - FW: 3 - KOMBI: 2 - CDU: 12 - AfD: 1 | KOMBI                             | Kommunale Bürgerinteressengemeinschaft      | 4,6    | 2          | 9,4    | 3          | 9,5    | 3          | 31,7   | 11         | 21,7   | 7          |
| Sitzverteilung in der Stadtverordnetenversammlung 2021Insgesamt 37 Sitze - Linke: 1 - SPD: 9 - Grüne: 7 - FDP: 2 - FW: 3 - KOMBI: 2 - CDU: 12 - AfD: 1 | Die Linke.OL                      | Die Linke.Offene Liste                      | 4,1    | 1          | 5,4    | 2          | 3,8    | 1          | 4,2    | 1          | —      | —          |
| Sitzverteilung in der Stadtverordnetenversammlung 2021Insgesamt 37 Sitze - Linke: 1 - SPD: 9 - Grüne: 7 - FDP: 2 - FW: 3 - KOMBI: 2 - CDU: 12 - AfD: 1 | FDP                               | Freie Demokratische Partei                  | 5,2    | 2          | 4,6    | 2          | 1,0    | 0          | —      | —          | —      | —          |
| Sitzverteilung in der Stadtverordnetenversammlung 2021Insgesamt 37 Sitze - Linke: 1 - SPD: 9 - Grüne: 7 - FDP: 2 - FW: 3 - KOMBI: 2 - CDU: 12 - AfD: 1 | FW                                | Freie Wähler                                | 8,8    | 3          | –      | –          | —      | —          | —      | —          | —      | —          |
| Sitzverteilung in der Stadtverordnetenversammlung 2021Insgesamt 37 Sitze - Linke: 1 - SPD: 9 - Grüne: 7 - FDP: 2 - FW: 3 - KOMBI: 2 - CDU: 12 - AfD: 1 | FW-Bürgerliste                    | Freie Wähler-Bürgerliste                    | –      | –          | 7,3    | 2          | —      | —          | —      | —          | —      | —          |
| Sitzverteilung in der Stadtverordnetenversammlung 2021Insgesamt 37 Sitze - Linke: 1 - SPD: 9 - Grüne: 7 - FDP: 2 - FW: 3 - KOMBI: 2 - CDU: 12 - AfD: 1 | AfD                               | Alternative für Deutschland                 | 1,6    | 1          | –      | –          | —      | —          | —      | —          | —      | —          |
| Sitzverteilung in der Stadtverordnetenversammlung 2021Insgesamt 37 Sitze - Linke: 1 - SPD: 9 - Grüne: 7 - FDP: 2 - FW: 3 - KOMBI: 2 - CDU: 12 - AfD: 1 | gesamt                            | gesamt                                      | 100,0  | 37         | 100,0  | 33         | 100,0  | 33         | 100,0  | 33         | 100,0  | 33         |
| Sitzverteilung in der Stadtverordnetenversammlung 2021Insgesamt 37 Sitze - Linke: 1 - SPD: 9 - Grüne: 7 - FDP: 2 - FW: 3 - KOMBI: 2 - CDU: 12 - AfD: 1 | Wahlbeteiligung in %              | Wahlbeteiligung in %                        | 47,3   | 47,3       | 43,5   | 43,5       | 44,7   | 44,7       | 47,9   | 47,9       | 50,9   | 50,9       |

### Bürgermeister
Nach der hessischen Kommunalverfassung wird der Bürgermeister für eine sechsjährige Amtszeit gewählt, seit dem Jahr 1993 in einer Direktwahl, und ist Vorsitzender des Magistrats, dem in der Kreisstadt Groß-Gerau neben dem Bürgermeister ehrenamtlich ein Erster Stadtrat und sieben weitere Stadträte angehören. Bürgermeister ist seit dem 19. März 2024 Jörg Rüddenklau (SPD). Er wurde am 29. Oktober 2023 in einer Stichwahl, die der Amtsinhaber Erhard Walther (CDU) verfehlte, bei 42,67 Prozent Wahlbeteiligung mit 52,28 Prozent der Stimmen gewählt.
Amtszeiten der Bürgermeister
- 2024–2030 Jörg Rüddenklau (SPD)[51]
- 2018–2024 Erhard Walther (CDU)[55]
- 2007–2017 Stefan Sauer (CDU)[56]
- 2001–2007 Karl Helmut Kinkel (KOMBI)
- 1983–2001 Manfred Hohl (SPD)

### Wappen und Flagge
Wappen
| Wappen von Groß-Gerau | Blasonierung: „In geteiltem Schild oben in Blau der wachsende Hessische Löwe, unten in Gold ein schwebendes rotes gleicharmiges Kreuz, über Eck bewinkelt von zwei grünen Zwiebeln und zwei grünen Kohlköpfen. Über dem Schild eine bezinnte Stadtmauer mit Rundtor und drei bezinnten Rundtürmen“ |

| Wappen von Groß-Gerau | Das Wappen wurde im Jahr 1901 und zuletzt am 22. Januar 1996 durch das Hessische Innenministerium genehmigt. Gestaltet wurde es durch den Groß-Gerauer Heimatforscher Wilhelm Diehl. Die Zwiebeln und Kohlköpfe symbolisieren die lange Tradition des Gemüseanbaus in Groß-Gerau. Sie tauchen seit einem Siegel des 16. Jahrhunderts auf, während das Kreuz erst im 17. dazu kommt. Zeitweise wird über diesem Wappen ein Löwe als Schildhalter gezeigt. Der Löwe im Schild als Zeichen der Zugehörigkeit zu Hessen kommt erst zum Ende des 19. Jahrhunderts hinzu. Die Farbgebung aus Rot und Gold im unteren Wappenteil geht auf die Grafschaft Katzenelnbogen zurück. |

 Flagge 
Die Flagge wurde der Stadt gemeinsam mit dem Wappen am 22. Januar 1996 genehmigt und wird wie folgt beschrieben:
„Auf blau, gold und rot gestreifter Flaggenbahn aufgelegt das Stadtwappen.“

### Städtepartnerschaften
Groß-Gerau unterhält mit folgenden Städten eine Städtepartnerschaft:
- Brignoles, Frankreich, Provence-Alpes-Côte d’Azur, Département Var, seit 1959
- Bruneck, Italien, Südtirol, seit 1959
- Tielt, Belgien, Provinz Westflandern, seit 1959
- Szamotuły, Polen, Woiwodschaft Großpolen, seit 2000

Alle fünf Städte sind über eine Ringpartnerschaft miteinander verschwistert, d. h. jede der Städte pflegt eine Partnerschaft mit jeder anderen. Es handelte sich dabei erst um die zweite Partnerschaft dieser Art überhaupt, die zwischen den vier erstgenannten Städten seit 1959 besteht. Die erste wurde ein Jahr zuvor, 1958, zwischen Köln, Lille (Frankreich), Esch-sur-Alzette (Luxemburg), Lüttich (Belgien), Rotterdam (Niederlande) und Turin (Italien) geschlossen. Szamotuły trat der Partnerschaft später, im Jahr 2000, bei.

## Sehenswürdigkeiten und Kultur

### Bauwerke
Im Zentrum, speziell in der Mainzer Straße, der Schulstraße und deren Verlängerung Am Sandböhl und dem vorderen Teil der Frankfurter Straße, hat Groß-Gerau eine Reihe liebevoll restaurierter Fachwerkhäuser. Auf dem Areal der Fasanerie Groß-Gerau, einem großen Park im Stile eines englischen Landschaftsgartens, befindet sich auch ein privat geführter Tiergarten.

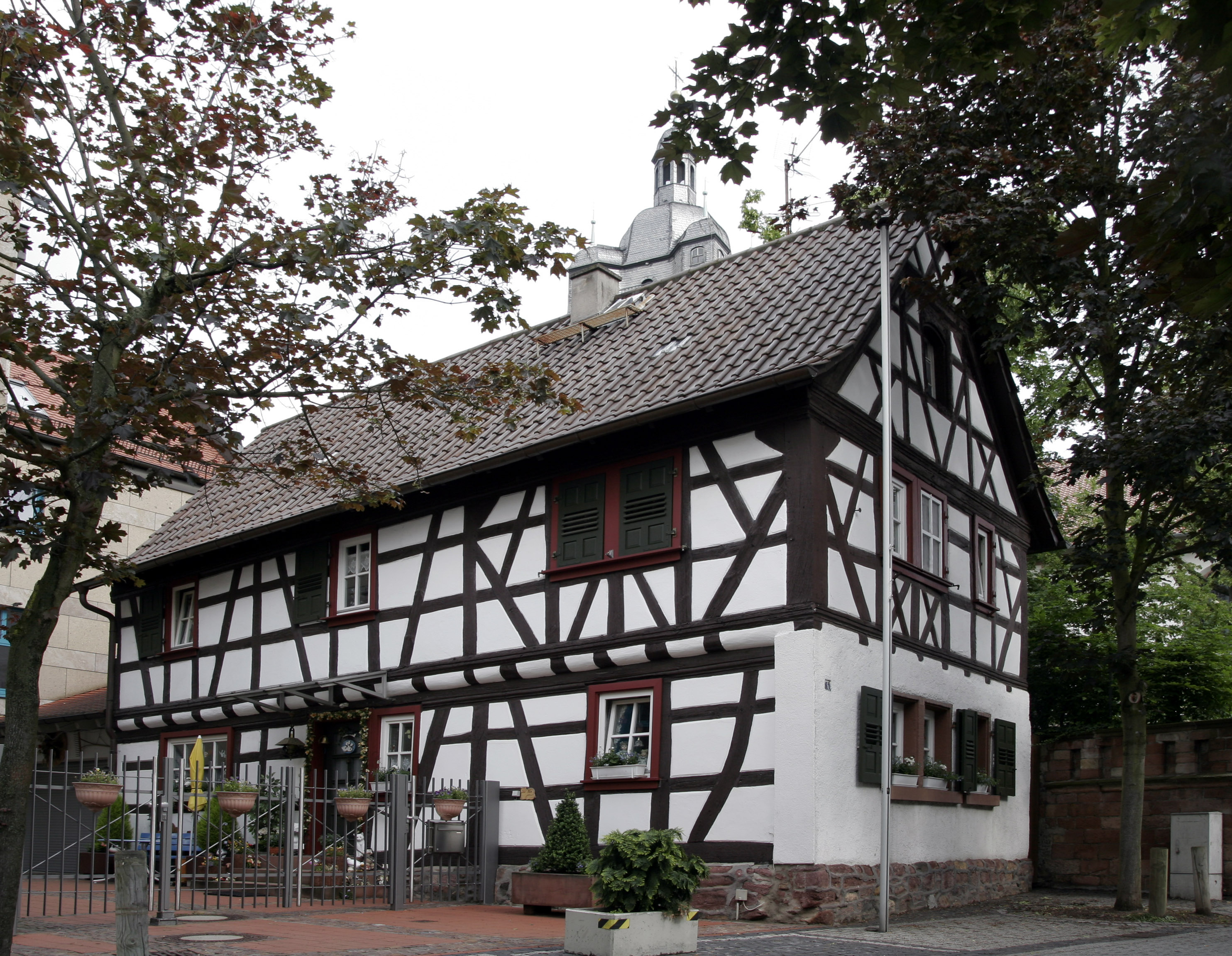
Fachwerkhaus in der Schulstraße
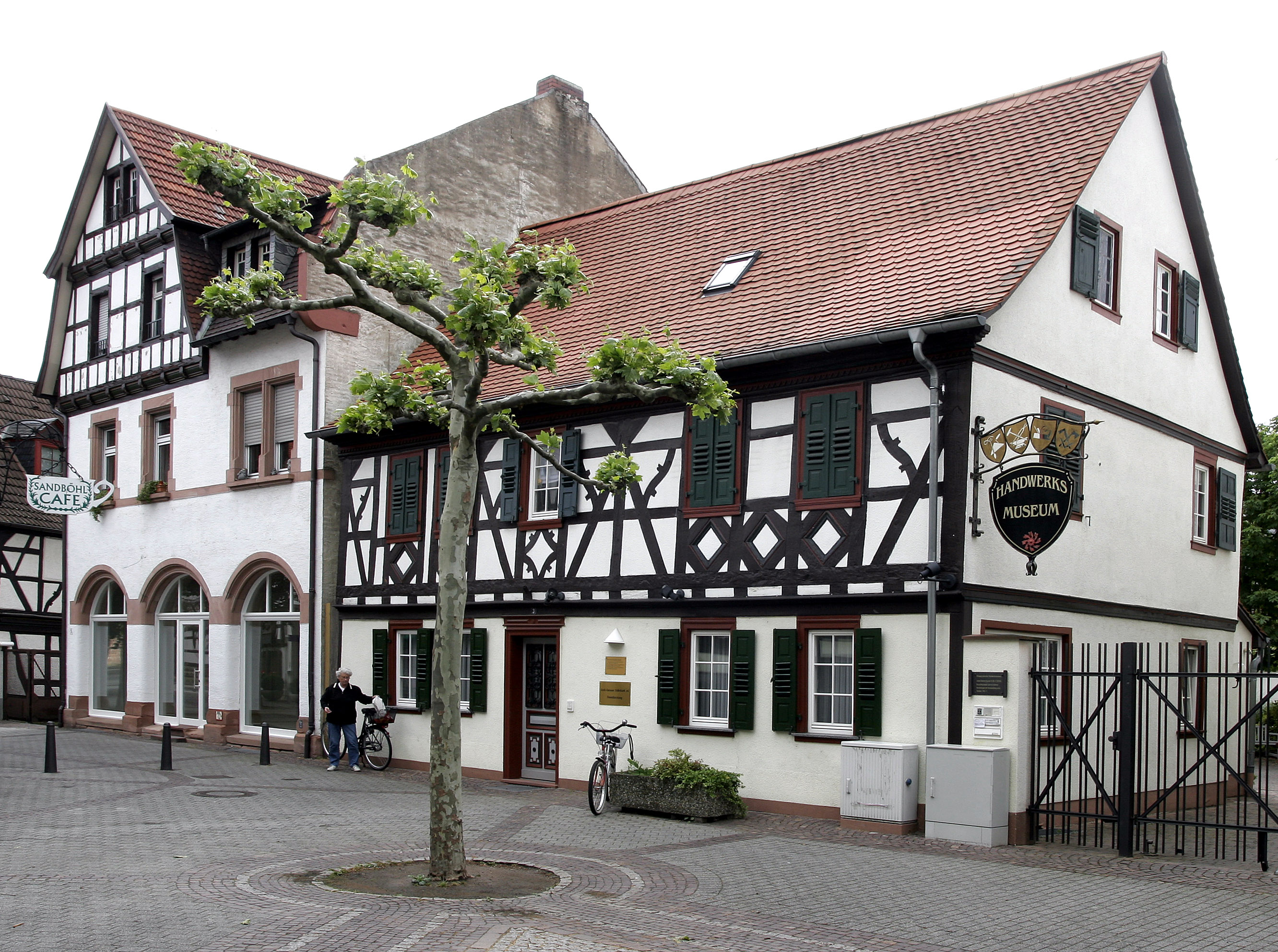
Fachwerkhäuser Am Sandböhl
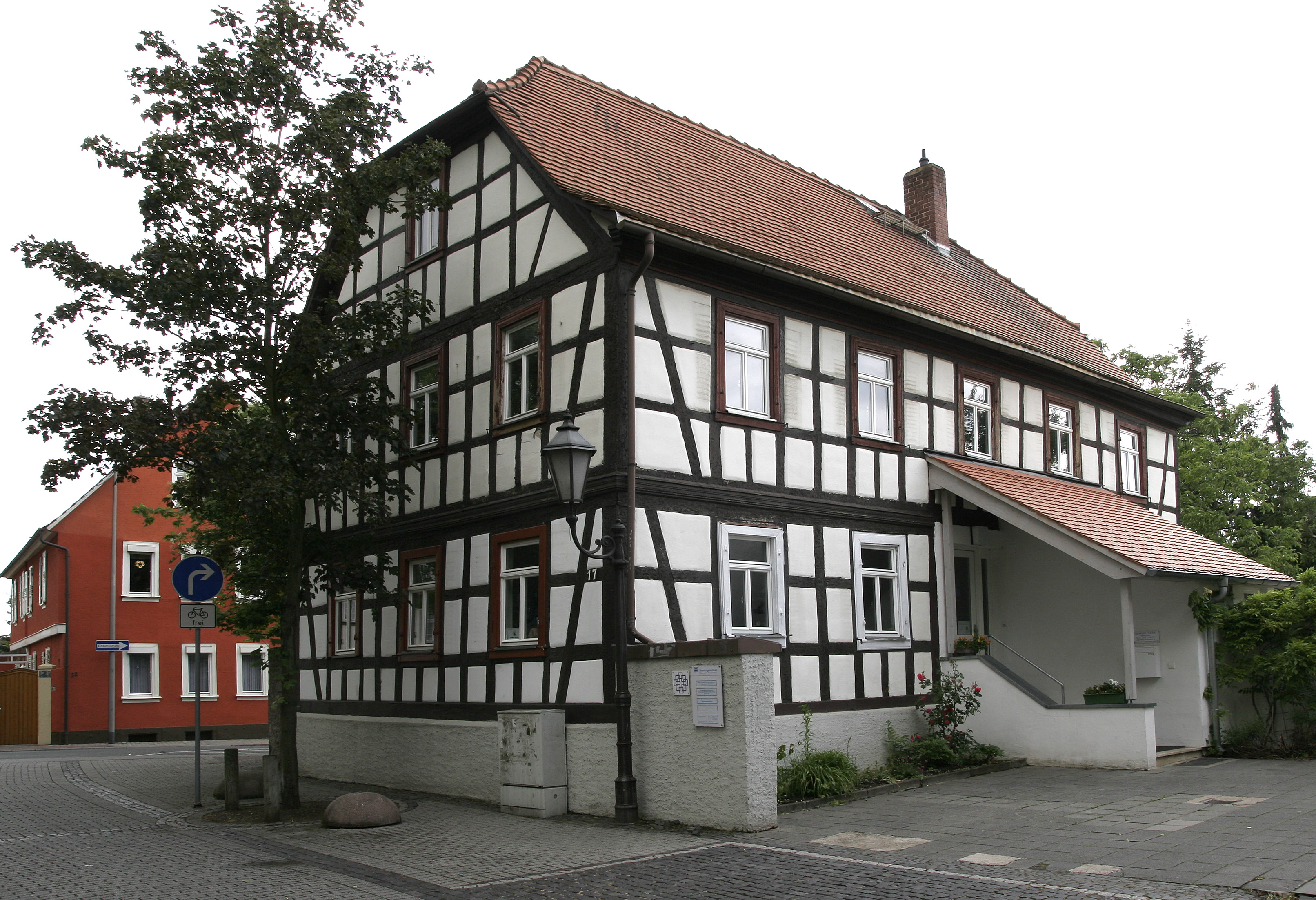
Fachwerkhaus in der Schulstraße
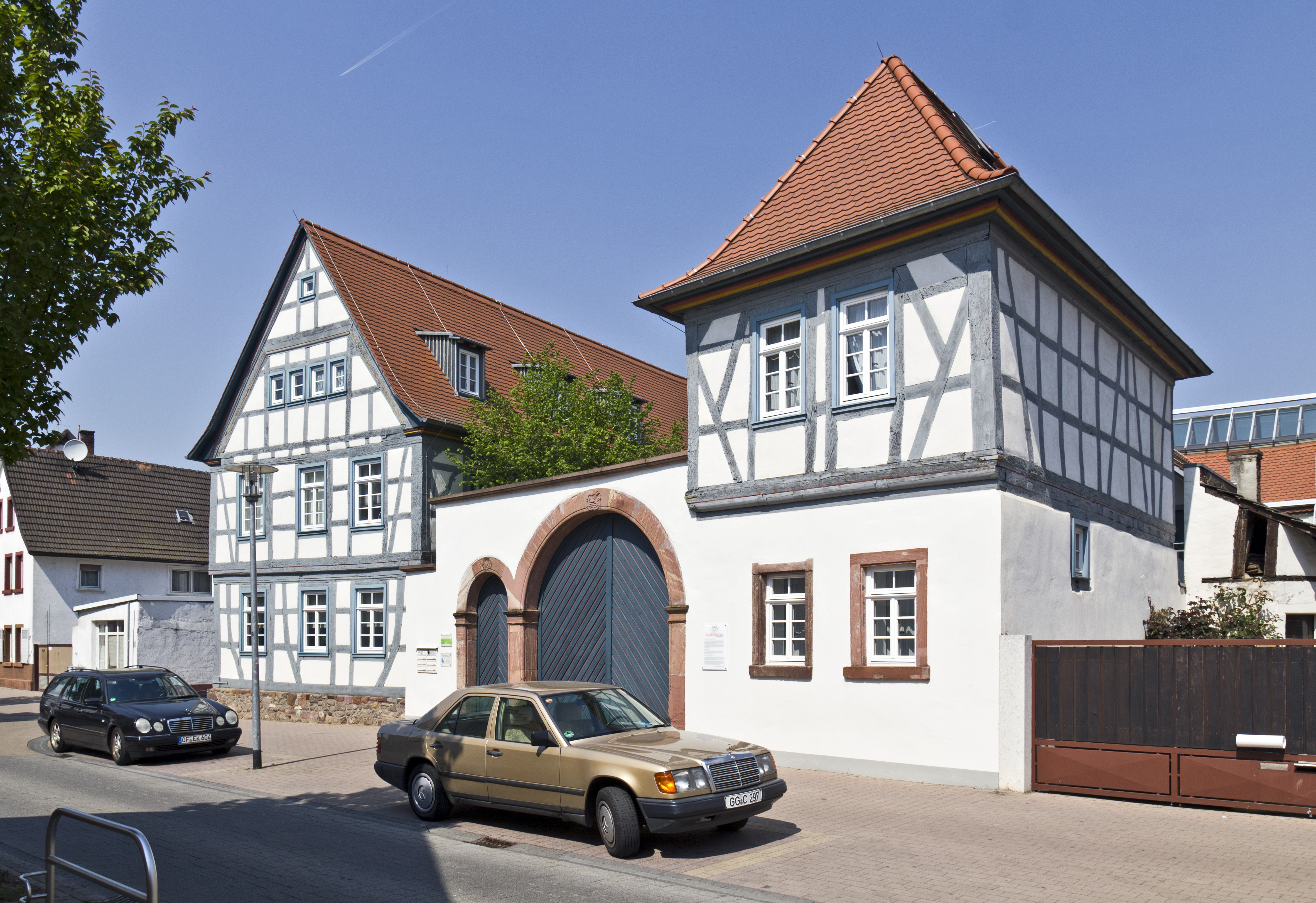
Scharfrichterhaus in der Mainzer Straße
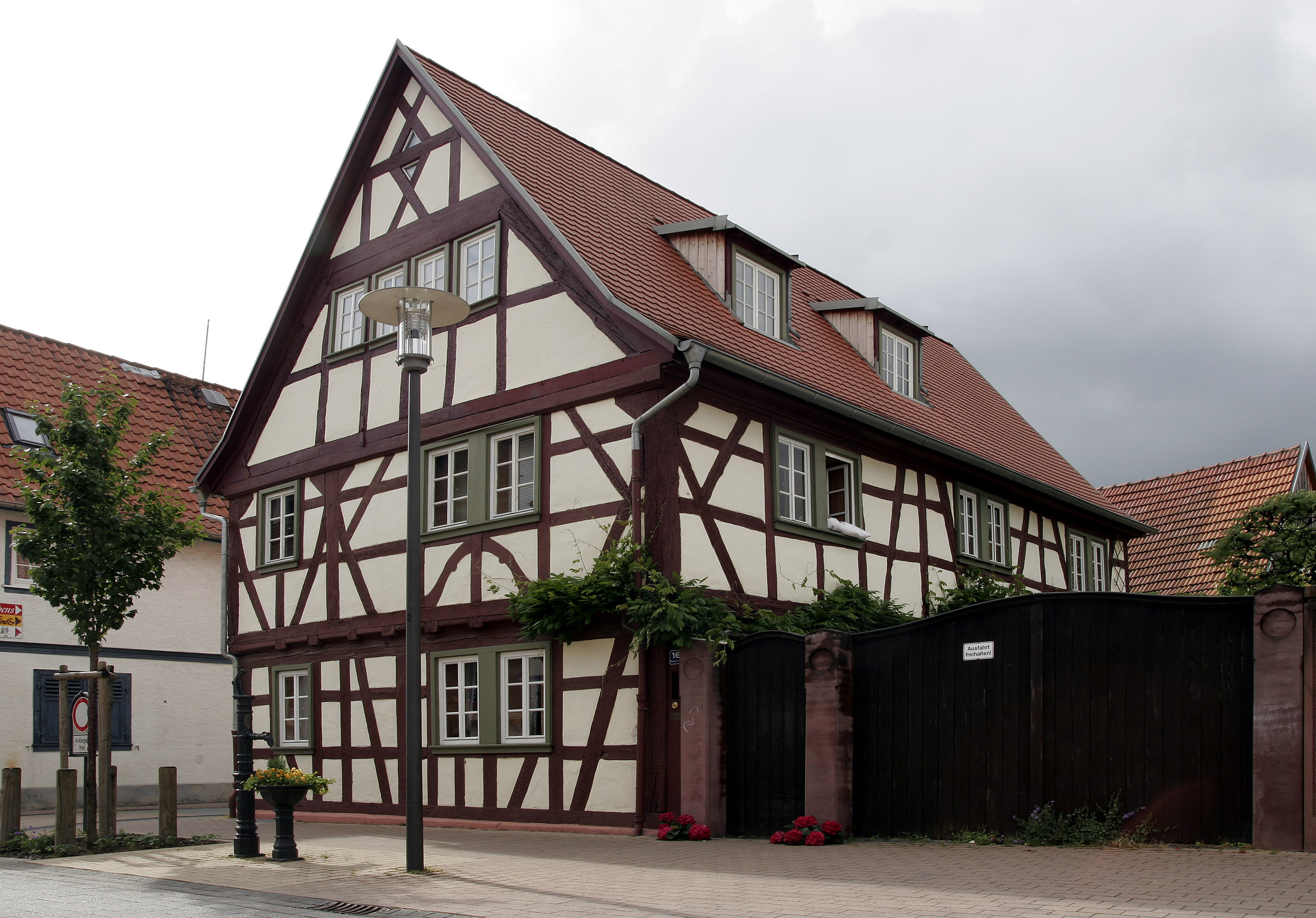
Fachwerkhaus in der Mainzer Straße
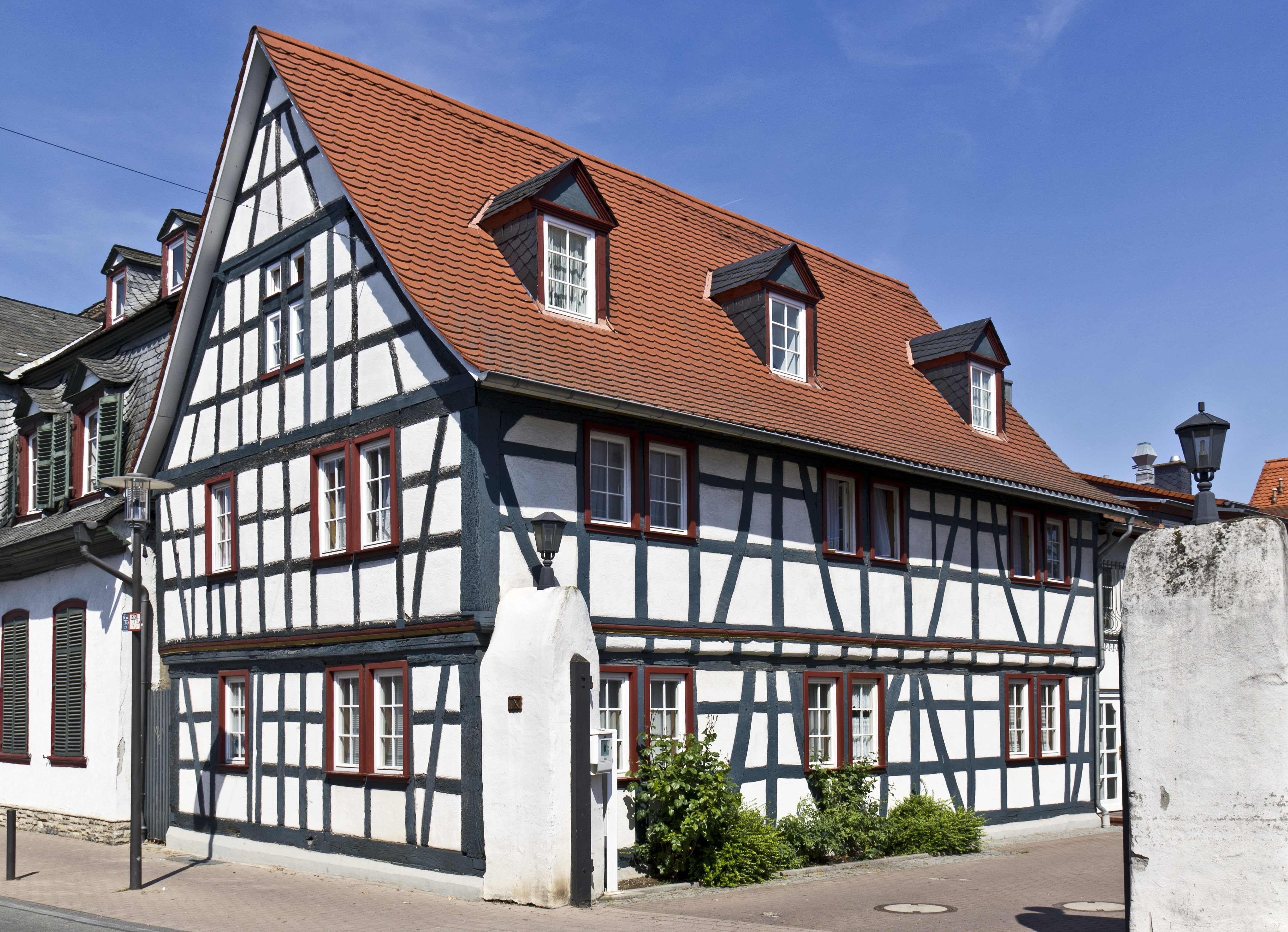
Fachwerkhaus in der Mainzer Straße
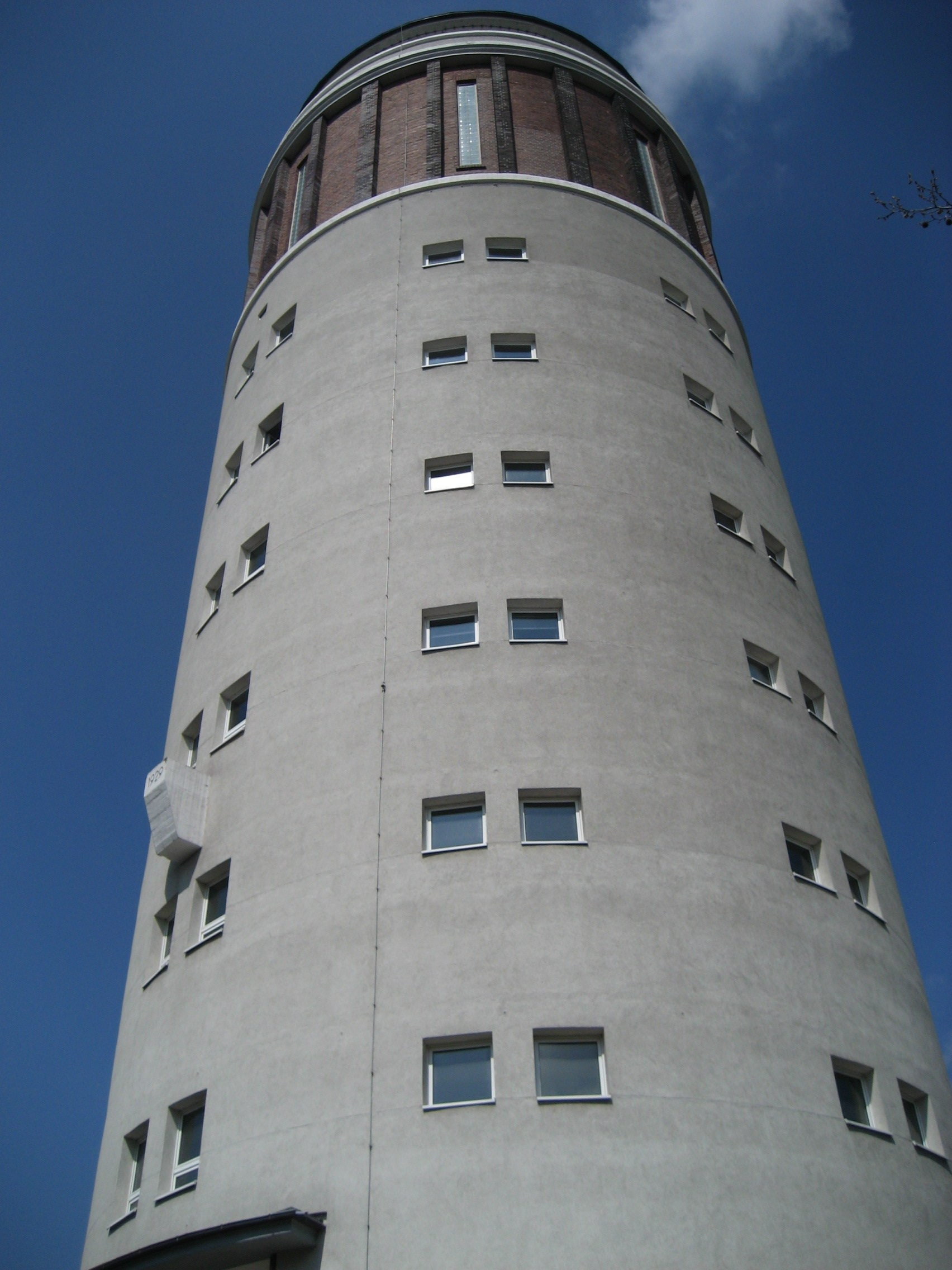
Wasserturm Groß-Gerau
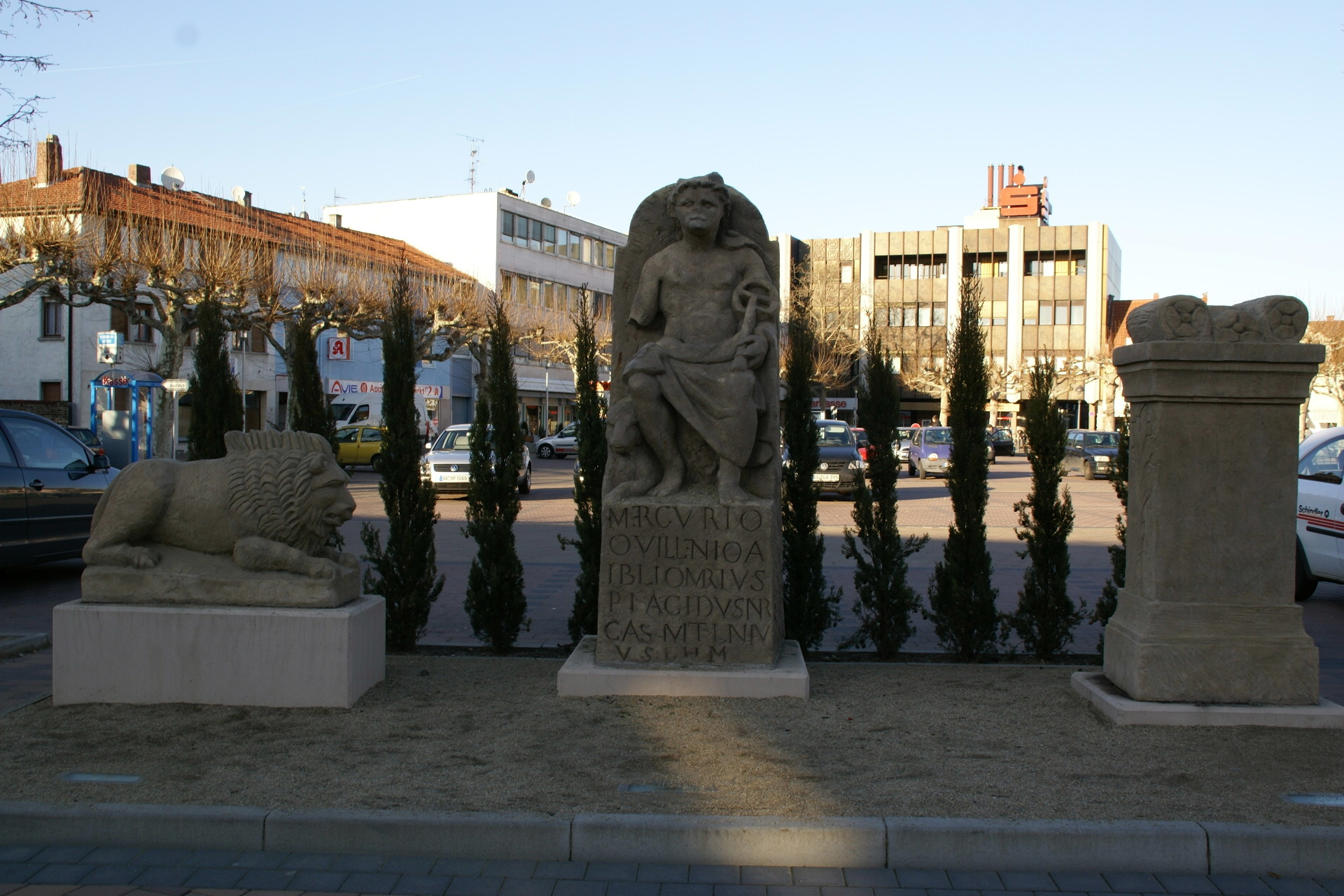
Am Marktplatz

### Museen
Das Stadtmuseum Groß-Gerau besteht seit 1929.

## Wirtschaft und Infrastruktur

### Flächennutzung
Das Gemeindegebiet umfasst eine Gesamtfläche von 5448 Hektar, davon entfallen in ha auf:
| Nutzungsart             | Nutzungsart             | 2011 | 2015 |
| ----------------------- | ----------------------- | ---- | ---- |
| Gebäude- und Freifläche | Gebäude- und Freifläche | 594  | 605  |
| davon                   | Wohnen                  | 300  | 299  |
|                         | Gewerbe                 | 82   | 83   |
| Betriebsfläche          | Betriebsfläche          | 59   | 49   |
| davon                   | Abbauland               | 0    | 0    |
| Erholungsfläche         | Erholungsfläche         | 80   | 79   |
| davon                   | Grünanlage              | 56   | 56   |
| Verkehrsfläche          | Verkehrsfläche          | 374  | 375  |
| Landwirtschaftsfläche   | Landwirtschaftsfläche   | 2878 | 2875 |
| davon                   | Moor                    | 0    | 0    |
|                         | Heide                   | 0    | 0    |
| Waldfläche              | Waldfläche              | 1346 | 1345 |
| Wasserfläche            | Wasserfläche            | 92   | 92   |
| Sonstige Nutzung        | Sonstige Nutzung        | 26   | 26   |

### Bildung
Der Kreis Groß-Gerau ist bekannt für die zahlreichen Bildungseinrichtungen. Neben Grund- und Realschulen gehören auch eine gymnasiale Oberstufe und mehrere Förderschulen zum Angebot des Kreises dazu.
Grundschulen:
- Grundschule Dornheim
- Grundschule Wallerstädten
- Nordschule
- Schillerschule (Jahnstraße)
- Schillerschule (Auf Esch)

Weiterführende und sonstige Schulen:
- Astrid-Lindgren-Schule (Sprachheilschule)
- Berufliche Schulen Groß-Gerau
- Goetheschule (Schule für Lernhilfe)
- Luise-Büchner-Schule (Gymnasiale Mittelstufenschule)
- Martin-Buber-Schule (Integrierte Gesamtschule)
- Prälat-Diehl-Schule (Gymnasium)

### Verkehr

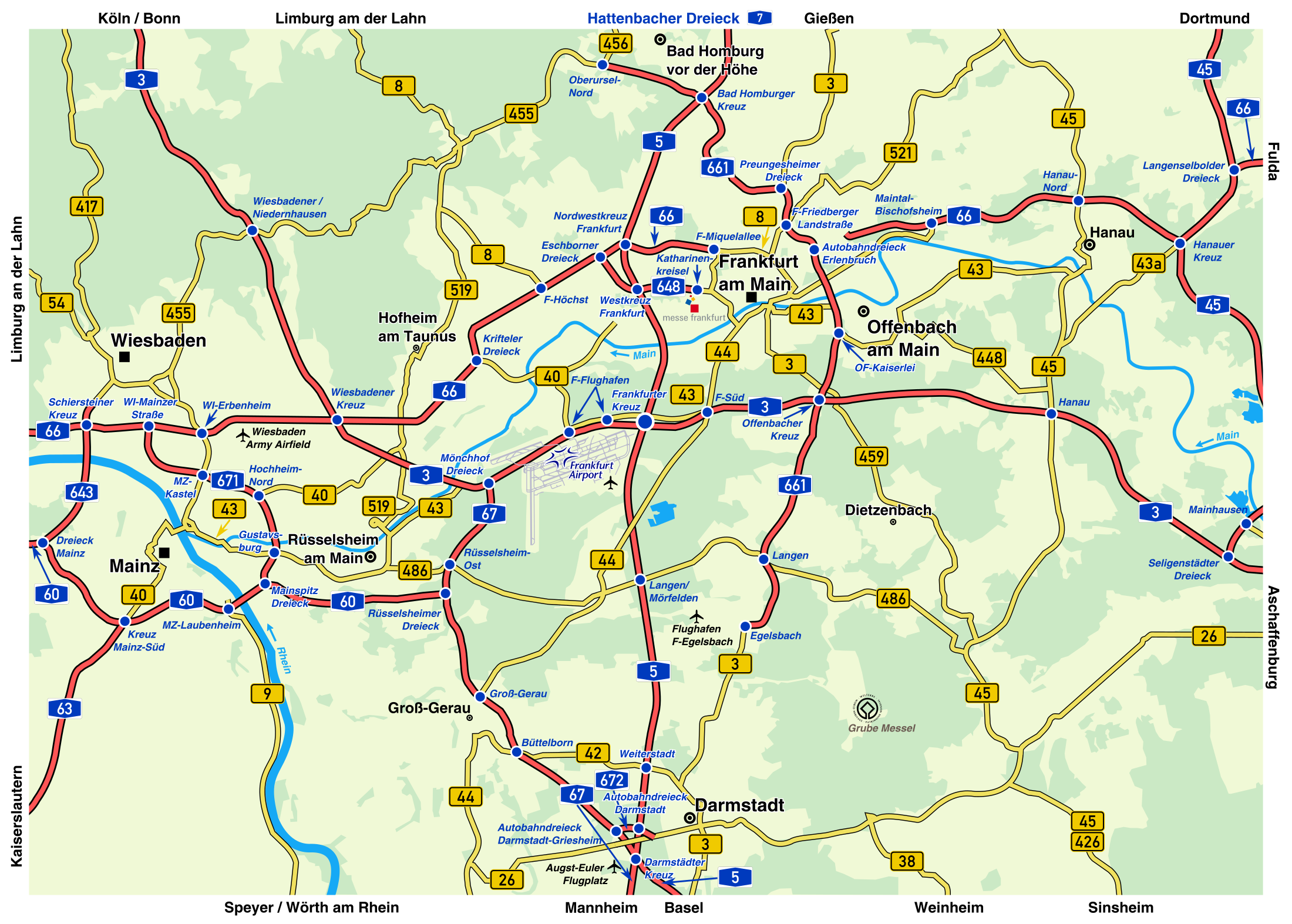
Groß-Gerau im Straßennetz des Großraums Frankfurt

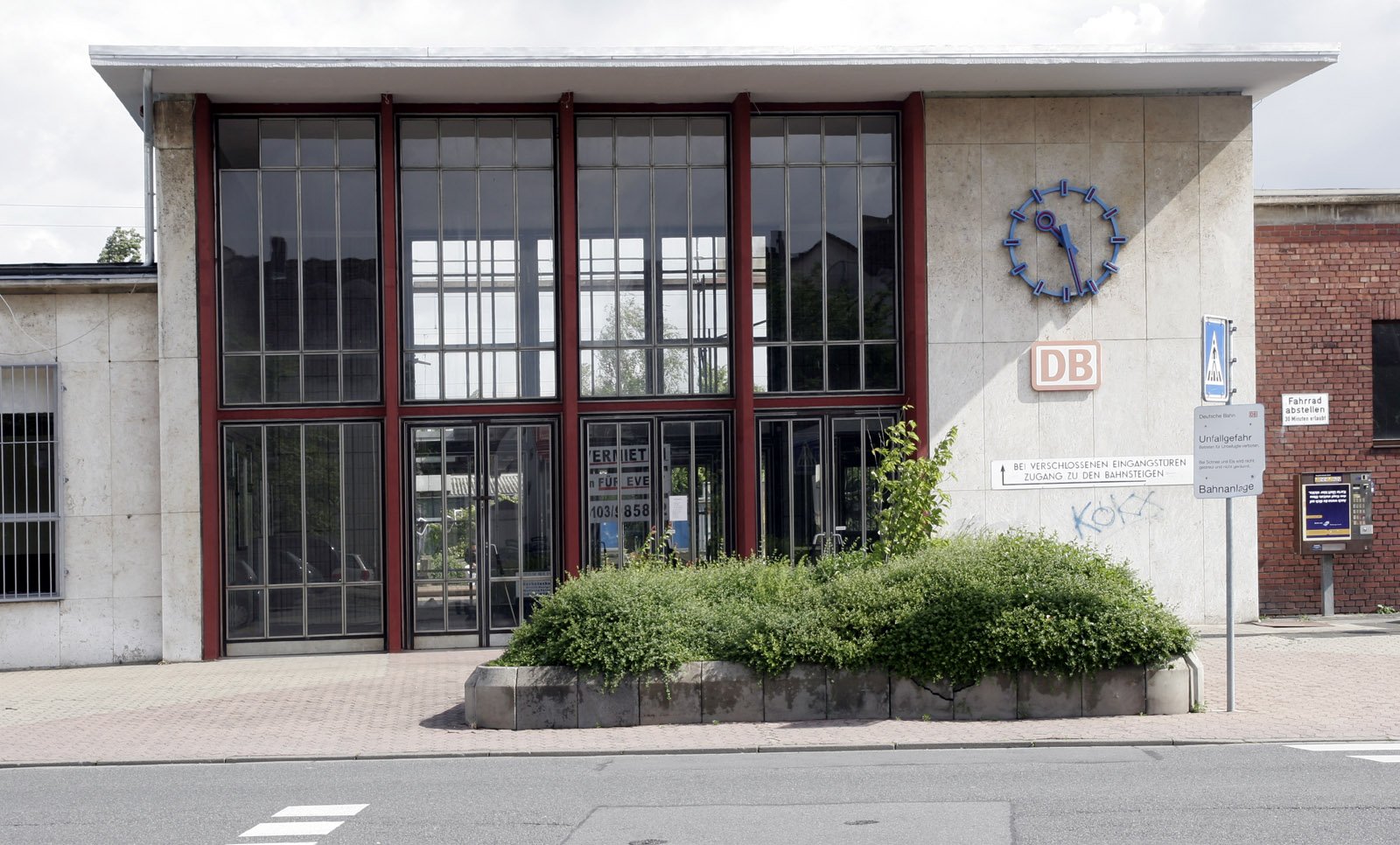
Der Groß-Gerauer Bahnhof

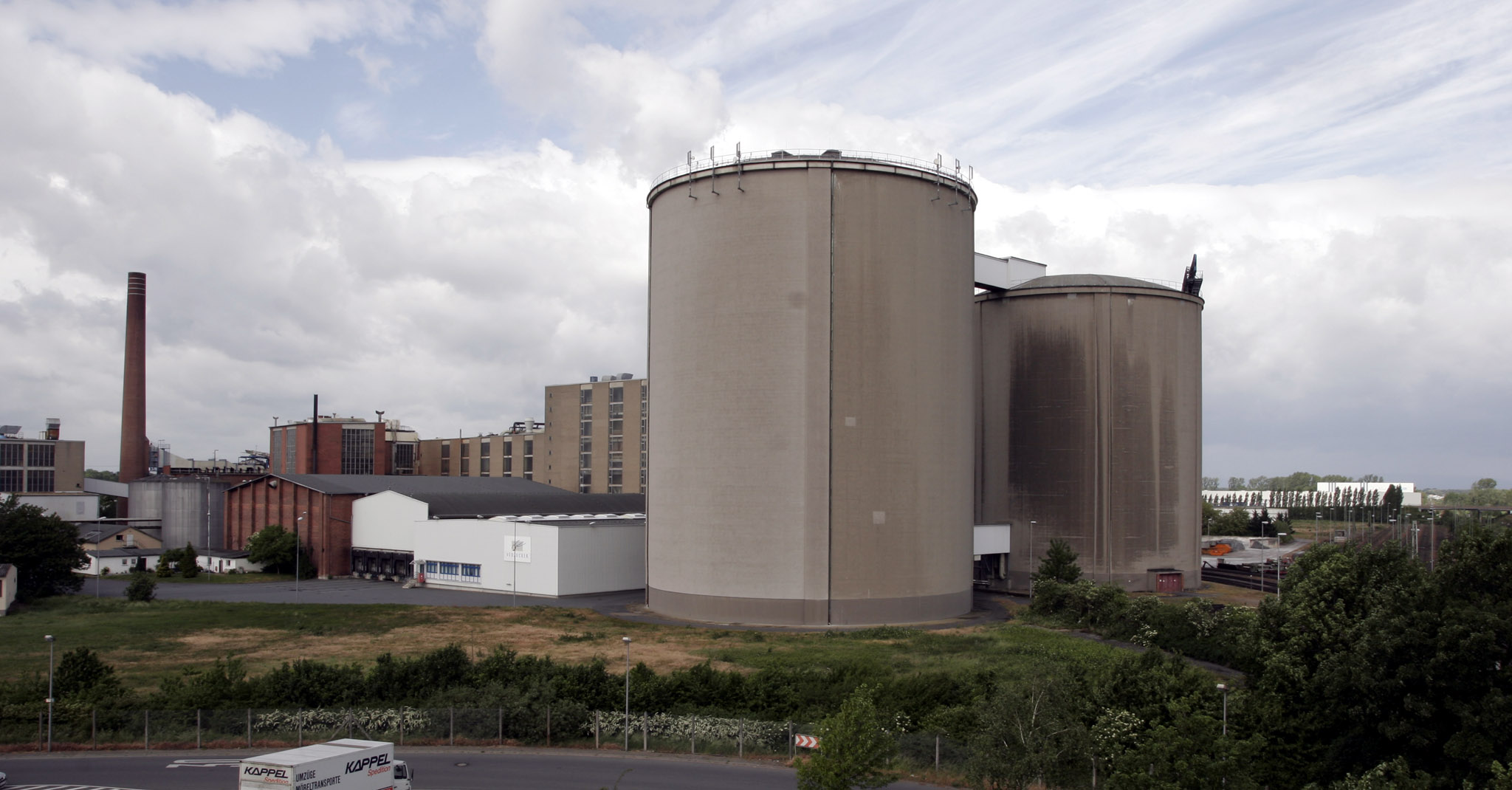
Das inzwischen geschlossene und abgerissene Werk der Südzucker AG

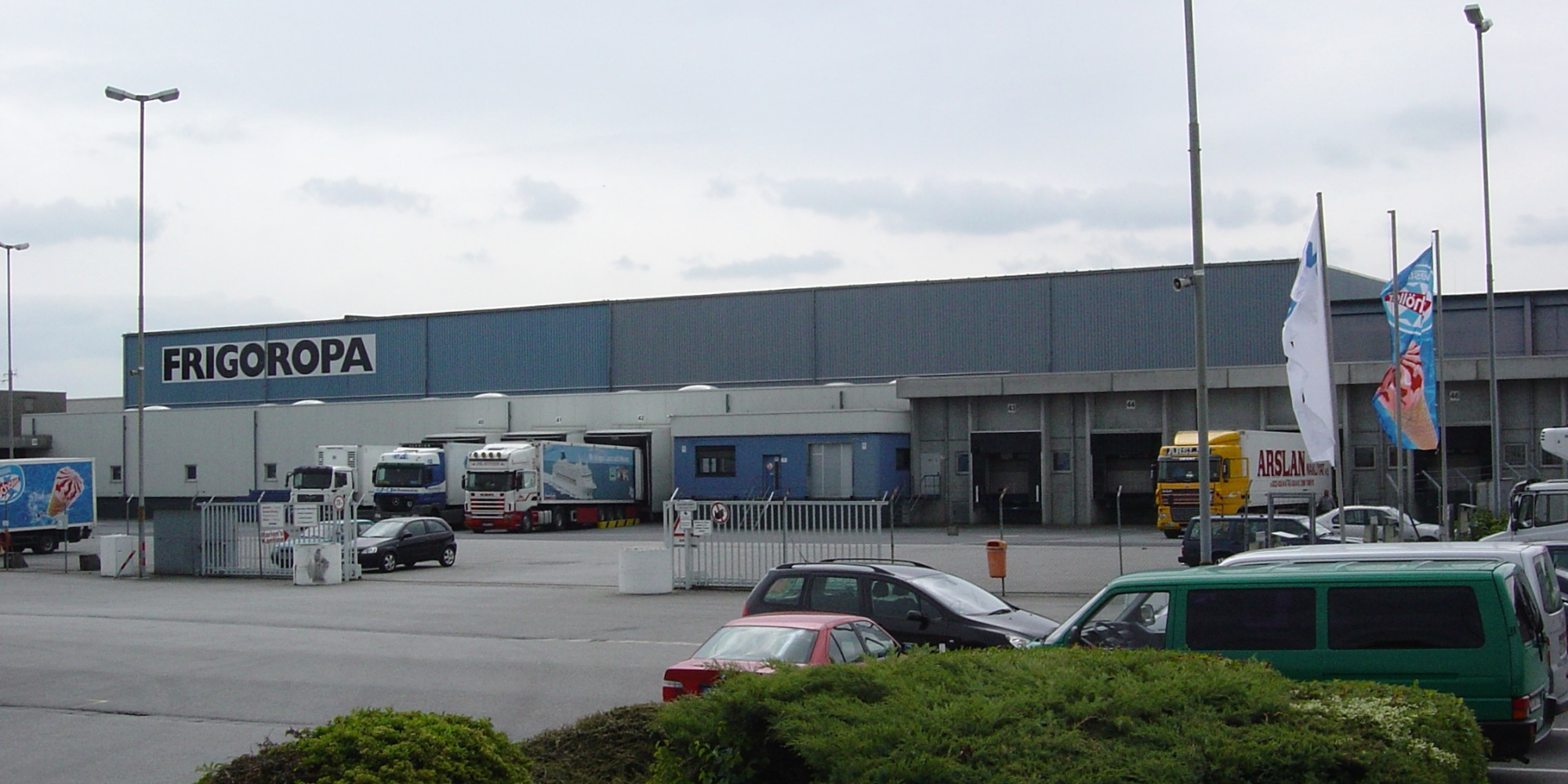
Frigoropa Groß-Gerau

In Groß-Gerau kreuzen sich die B 42/L 3482 und B 44. Die Autobahnanschlussstellen Nord und Süd schaffen über die A 67 Verbindungen in alle Richtungen. Auch die umliegenden Großstädte sind nahebei (Darmstadt 11 km, Wiesbaden 23 km, Mainz 18 km und Frankfurt am Main 28 km). Der Flughafen Frankfurt Main ist über die Autobahn in etwa 15 Minuten zu erreichen.
Darüber hinaus ist Groß-Gerau an zwei Eisenbahnstrecken angeschlossen, die sich am östlichen Stadtrand in etwa in rechtem Winkel kreuzen. Es sind die Rhein-Main-Bahn Mainz–Darmstadt–Aschaffenburg (RB75) und die Riedbahn Mannheim–Frankfurt (S7). Beide Strecken sind zweigleisig und elektrifiziert. Aktuell wird die Strecke Mainz-Darmstadt-Aschaffenburg (RB75) von der Hessischen Landesbahn (HLB) betrieben. Aufgrund der Sperrung der Salzbachtalbrücke kommt es auf der Strecke Mainz-Darmstadt-Aschaffenburg, seit Juni 2021 zu Behinderungen.
Im Stadtgebiet gibt es drei Bahnstationen:
- Bahnhof Groß Gerau an der Rhein-Main-Bahn unmittelbar nördlich des Stadtkerns,
- Bahnhof Groß Gerau-Dornberg an der Riedbahn, ein Stück südöstlich von der Kernstadt abgesetzt in einem Gewerbegebiet,
- Haltepunkt Groß Gerau-Dornheim, ebenfalls an der Riedbahn, etwa vier Kilometer weiter südlich in der gleichnamigen Ortschaft.

Zwischen den Bahnstrecken existieren zwei Verbindungskurven in den Relationen Mannheim-Mainz und Mannheim-Darmstadt. Beide spielen vorwiegend im Güterverkehr eine Rolle. Zwischen den Bahnhöfen Groß Gerau und Groß Gerau-Dornberg besteht kein Personenverkehr.
Die „Falschschreibung“ der Bahnhofsnamen ohne Bindestrich gründet auf den unterschiedlichen Rechtschreibregeln des Großherzogtums Hessen und des Königreichs Preußen. Die Königlich Preußische und Großherzoglich Hessische Staatseisenbahnen (K.P.u.G.H.StE) benannten die Bahnhöfe nach den preußischen Rechtschreibregeln.

### Ansässige Unternehmen
Unter anderem folgende bekannte Unternehmen sind im Stadtgebiet ansässig:
- Procter & Gamble, Werk Groß-Gerau (ehemals Wick; Mundpflege und Arzneimittel)
- Nordfrost GmbH & Co. KG, Schortens (Tiefkühlhaus/Logistik)
- Erlenbacher Backwaren GmbH, Tochtergesellschaft der Nestlé AG

Mehrere Traditionsbetriebe wie beispielsweise das Fagro Press- und Stanzwerk, die Helvetia Konservenfabrik oder das Werk der Südzucker AG wurden geschlossen.

### Medien
Als Tageszeitungen erscheinen das „Groß-Gerauer Echo“ (früher „Heimatzeitung“), das zur Zeitungsfamilie der VRM-Verlagsgruppe gehört, sowie Frankfurter Zeitungen mit Regionalseiten, auch für Groß-Gerau. Zusätzlich erscheint das lokale Monatsmagazin „Wir“. In Groß-Gerau ansässig ist außerdem der „Christian Gallus Verlag“, Herausgeber des bundesweit erscheinenden Geocaching Magazins.

### Stromnetz und -versorgung
Das Stromnetz wird von den Stadtwerken Groß-Gerau betrieben. Diese treten auch als lokaler Energieversorger auf. Sie befinden sich im Mehrheitsbesitz der Stadt Groß-Gerau.

## Persönlichkeiten

### Söhne und Töchter der Stadt
- Christoph Eschenfelder (1470–1547), Zollbeamter und Humanist
- Friedrich Wolff (1792–1854), Rentamtmann, Politiker, Abgeordneter der 2. Kammer der Landstände des Großherzogtums Hessen
- Franz Staudinger (1849–1921), Gymnasial-Professor, Philosoph und Lehrer in der Konsumgenossenschaftsbewegung
- Ludwig Münch (1852–1922), Lehrer und Landtagsabgeordneter
- Wilhelm Diehl (1871–1944), Theologe, Kirchenhistoriker und Landtagsabgeordneter (DNVP)
- Heinrich Walther (1866–1950), Gynäkologe
- Adam Herbert (1887–1976), Apotheker, Unternehmer und Mäzen
- Karl Spreng (1904–1982), Jurist, Richter am Bundesgerichtshof von 1956 bis 1972
- Martin Schlappner (1931–2008), Politiker (SPD)
- Walter Sperling (1932–2016), Geograph und Hochschullehrer
- Bernd Hamm (1945–2015), Soziologe und Hochschullehrer
- Herbert Friedmann (1951–2019), Autor
- Gerd Winter (* 1951), Maler
- Lothar Skala (1952–2008), ehemaliger Fußball-Bundesliga-Spieler aus dem Groß-Gerauer Stadtteil Dornheim
- Holger Schulz (* 1954), Zoologe
- Carina Gödecke (* 1958), Politikerin (SPD)
- Dieter Georg Adlmaier-Herbst (* 1960), Kommunikationswissenschaftler
- Ralf Schwob (* 1966), Schriftsteller
- Carola Vogel (* 1966), Ägyptologin
- Dirk Hamm (* 1968), Filmproduzent
- Silke Heimes (* 1968), Autorin
- Johannes Berg (* 1969), Jurist
- Oliver Leicht (* 1969), Jazzmusiker
- Tobias Reinhardt (* 1971), Altphilologe
- Ingo Hahn (* 1971), MdL des Bayerischen Landtags
- Joachim Lösch (* 1971), Jazzmusiker
- Thorsten Schmid (* 1971), Handballtrainer
- Nikolai Setzer (* 1971), Manager in der Automobilindustrie
- Dirk Auer (* 1972), Extremsportler und Ingenieur
- Heike Hofmann (* 1973), Politikerin (SPD)
- Stefanie Hiß (* 1974), Soziologin und Hochschullehrerin
- Maike Wetzel (* 1974), Schriftstellerin und Drehbuchautorin
- Stephan Weinberg (* 1975), Verwaltungsjurist und Politiker (SPD)
- Antje Dammel (* 1976), Sprachwissenschaftlerin
- Oliver Möller (* 1976), Schauspieler
- Dominik Burkhardt (* 1977), Leichtathlet
- Nadine Hahl (* 1978), Schauspielerin
- Indira Weis (* 1979), Popsängerin
- Fabio De Masi (* 1980), deutsch-italienischer Ökonom und Politiker (Die Linke)
- Julia Wolf (* 1980), Schriftstellerin
- Oliver Sequenz (* 1981), Journalist und Fernsehmoderator
- Daniel Zschätzsch (* 1982), Speedskater und Eisschnellläufer
- Christina Dietrich (* 1984), Fernsehmoderatorin und -journalistin
- Kevin Klier (* 1984), Handballspieler
- Pia Lamberty (* 1984), deutsche Sozialpsychologin
- Thorsten Schulz (* 1984), Fußballspieler
- Sascha Herröder (* 1988), Fußballspieler
- Andreas Heinz (* 1991), Badmintonspieler
- Faisal Kawusi (* 1991), Komiker
- Suena (* 1992), Musikproduzentin
- Fabian Dudek (* 1995), Jazzmusiker

### Persönlichkeiten, die in Groß-Gerau wirken oder wirkten
- Johannes Angelus (1542–1608), lutherischer Theologe und Pfarrer
- Wilhelm Hammann (1897–1955), Landtagsabgeordneter und Kommunalpolitiker (KPD)
- Walter Buss (1920–2017), Vorsitzender Richter am Bundessozialgericht a. D.
- Georg Sturmowski (1923–2017), Politiker (CDU)
- Ralf Raps (* 1960), ehemaliger Fußball-Bundesliga-Spieler aus dem Groß-Gerauer Stadtteil Dornheim